# Кальвин, Жан
Жан Кове́н, или Жан Кальви́н (фр. Jean Calvin, ср.-франц. Jean Cauvin, лат. Ioannes Calvinus; 10 июля 1509, Нуайон — 27 мая 1564, Женева) — французский теолог, полемист и пастор времён протестантской Реформации. Считается одним из основателей кальвинизма ― системы христианского богословия, включающей доктрины предопределения и абсолютного суверенитета Бога в спасении человеческой души от смерти и вечного проклятия, в которых Кальвин развил учение Августина и других христианских богословов.
Кальвин получил юридическое образование в университетах Парижа и Орлеана. Около 1530 года он покинул Римско-католическую церковь. Когда во Франции начались гонения на протестантов, Кальвин бежал в Базель (Швейцария), где в 1535 году опубликовал первое издание своего главного труда ― «Наставлений в христианской вере». В следующем году Гийом Фарель убедил Кальвина поддержать Реформацию в Женеве, и он начал в городе проповедническую деятельность. Городской совет воспротивился реализации идей Кальвина и Фареля, и обоих реформаторов изгнали из города. По приглашению Мартина Буцера изгнанный Кальвин отправился в Страсбург, где принял на себя руководство общиной французских беженцев. Находясь в Страсбурге он продолжал оказывать поддержку женевской Реформации, и в 1541 году его снова пригласили возглавить городскую общину.
Вернувшись в Женеву, Кальвин стал последовательно вводить новую форму церковного управления и богослужений, несмотря на сопротивление нескольких влиятельных семей. В этот период в город прибыл Мигель Сервет, испанец, взгляды которого на Троицу католики и протестанты считали еретическими. Сервет был арестован городским советом и предстал перед судом. Обвинительную часть суда вёл Кальвин; Сервет был сожжён на костре. После наплыва французских беженцев и новых выборов в городской совет противники Кальвина утратили влияние в Женеве. Свои последние годы Кальвин провёл, занимаясь продвижением Реформации как в Женеве, так и по всей Европе.
Кальвин был неутомимым полемистом и апологетом, его учение и труды вызвали много споров. Он вёл сердечную переписку с Филиппом Меланхтоном и обменивался письмами поддержки со многими реформаторами, например Генрихом Буллингером. В дополнение к «Наставлениям в христианской вере», Кальвин написал комментарии к большинству книг Библии, вероисповеданиям и различным другим теологическим трудам того времени. Различные конгрегационалистские, реформатские и пресвитерианские церкви, которые считают Кальвина основателем их вероучения, распространены по всему миру. По известной оценке Макса Вебера, культурные последствия протестантской Реформации не совпадали с мотивами Кальвина и его последователей, а иногда были прямо противоположными их намерениям.

## Биография

### Рождение и детство
Жан Кальвин родился 10 июля 1509 года в городе Нуайон во французской провинции Пикардия в семье адвоката Жерара Ковена. Был крещён во младенчестве в католической церкви Сент-Годберт. О его детстве практически ничего не известно, так как соответствующих записей в книгах Нуайонского собора и в реестрах капитула не осталось. 19 мая 1521 года отец купил ему должность капеллана в приходе Ла Гезин.

### Образование
Традиционно считается, что в 1523 году, в возрасте 14 лет, Кальвин отправился для получения университетского образования в Париж, но документальных подтверждений в записях нуайонского капитула этому нет. Известно только, что 5 августа 1523 года его отец получил разрешение на выезд Жана из Нуайона сроком до 1 октября. Причиной выезда послужила эпидемия чумы, которая тогда разразилась в городе. Пьер Эмбар считает, что Жан отправился в Париж раньше, в возрасте 11-12 лет. Эмбар делает этот вывод на основе того, что к тому времени Кальвин уже имел должность капеллана, необходимую для получения университетского образования.
В Париже Жан изучал латинскую грамматику либо в коллегии Ла Марш, либо в коллегии Сент-Барб, где лекции по этому предмету читал известный преподаватель Матюрин Кордье. Неизвестно, числился ли Кальвин официально среди студентов или просто посещал занятия. После завершения курса латыни, он был официально зачислен в коллегию Монтегю на факультет искусств в качестве студента; Кальвин намеревался (по инициативе отца) впоследствии изучать богословие. Жерар Ковен хотел, чтобы его сын далеко продвинулся по церковной карьерной лестнице и имел большой доход.
В коллегии Монтегю в первый год обучения Кальвин изучал логику по труду «Summulae logicales» Петра Испанского. Окончив базовый курс логики, Жан изучал логику Аристотеля и диалектику, а в последний год обучения ― «Физику» Аристотеля. Жан проводил целые дни, занимаясь учёбой, участвовал в логических и философских диспутах. Он занимался самообразованием, читал труды по богословию. В Париже Кальвин познакомился с идеями августинской школы.

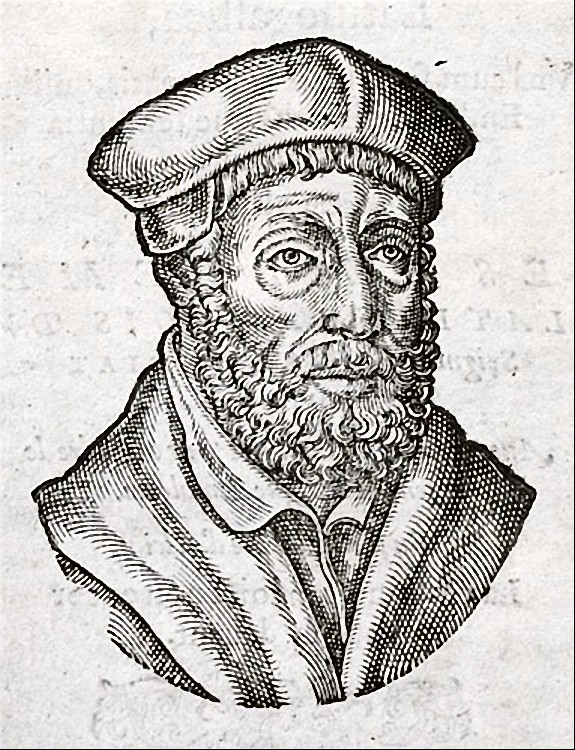
Портрет Андреа Альчиато из «Книги эмблем» 1584 г.

В 1527—1528 годах, по окончании пятилетнего курса обучения в коллегии, отец увёз Кальвина из Парижа и отправил его изучать гражданское право в Орлеан. По утверждению самого Кальвина, решение также было принято из материальных соображений, потому что юридическая практика приносила больший доход, чем занятия богословием. В Париже, где преподавалось только каноническое право, возможности изучать гражданское право не было. В Орлеане Кальвин обучался у Пьера де Л’Этуаля, одного из самых компетентных на тот момент французских юристов. В 1529 году Кальвина переехал учиться в Буржский университет, куда прибыл итальянский юрист и преподаватель права Андреа Альчиато. Но в 1530 году Жан, утратив интерес к Альчиато, возвратился в Орлеан. В начале 1531 года Кальвин окончил Орлеанский университет со степенью лиценциат права. Во время обучения в Бурже и Орлеане Кальвин познакомился с идеями гуманизма.
В июне 1531 года Жан возвратился в Париж, где закончил свой первый научный труд — комментарий на сочинение Сенеки De Clementia (с лат. — «О милосердии»). В своём труде он продемонстрировал глубокие познания в истории, литературе и культуре античности, а также свободное владение риторикой. Этот труд был опубликован Кальвином в 1532 году за свой счёт. Комментарий не вызвал интереса, и Жан оказался в затруднительном финансовом положении: был вынужден занимать деньги у друзей, просить лекторов упоминать о его труде, уговаривать торговцев книг приобрести его комментарий.
Во второй половине мая 1532 года Кальвин вторично переезжает из Парижа в Орлеан, чтобы завершить своё юридическое образование. В течение 1532—1533 учебного года он также занимал должность ежегодно избираемого заместителя прокурора пикардийского народа в Орлеанском университете. Закончив обучение весной 1533 года, он вернулся на родину в Нуайон, но уже в октябре того же года снова прибыл в Париж.

### Разрыв с католичеством
Во второй половине 1532 года Кальвин стал сторонником умеренных реформ в католической церкви. Известно, что он сочувствовал евангелическим взглядам Жерара Русселя, с которым ассоциировалась данная программа реформ.
В октябре 1533 года, вернувшись в Париж, Кальвин участвовал в написании речи «О христианской философии» для Николя Копа — нового ректора Парижского университета. Коп произнёс эту речь 1 ноября 1533 года по случаю начала нового учебного года на День всех святых в церкви францисканцев-обсервантов. Хотя речь призывала к умеренным реформам в духе Жерара Русселя, она вызвала возмущение во всех слоях парижского общества, и 12 ноября Николя Коп был смещён с позиции ректора университета и бежал из Парижа в Базель. Против Кальвина как автора речи началось преследование, и он уехал из Парижа в неизвестном направлении. В декабре Кальвин возвратился в Париж и, увидев, что обстановка в городе стала ещё более напряжённой, снова покинул город.
В начале 1534 года Жан поселился в Сентонже у своего друга по имени Луи дю Тийе. Луи был каноником Ангулема и викарием коммуны Кле. Там он написал своё произведение «О сне души» (лат. Psychopannychia), в котором опровергает анабаптистское учение о том, что после смерти душа переходит в состояние сна. В Ангулеме Кальвин познакомился со многими реформационно настроенными людьми — например, с Пьером де ла Пласом. Несмотря на реформационные взгляды, Кальвин всё ещё оставался католиком и не выступал против папства.

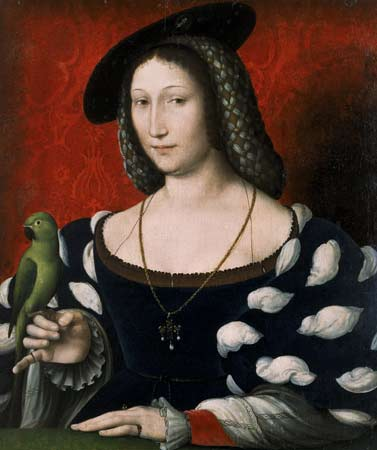
Маргарита Наваррская, портрет работы Жана Клуэ (около 1530)

Весной 1534 года Кальвин приехал в Нуайон. 4 мая Жан отказался от должности капеллана в приходе Ла Гезин. Вскоре он покинул Нуайон и некоторое время находился при дворе Маргариты Наваррской, затем появлялся то в Париже, то в Орлеане. Находясь в Париже, Кальвин, несмотря на опасность, пытался встретиться с Мигелем Серветом, договорившись с ним о тайной встрече на улице Сен-Антуан. Встреча не состоялась, потому что Сервет так и не появился в условленном месте. Осенью положение евангеликов ещё больше ухудшилось из-за «дела о плакатах». Начались преследования, протестантов стали называть преступниками и мятежниками. Кальвин принял решение покинуть Францию. Вместе со своим другом Луи дю Тийе он уехал в Страсбург, а в январе 1535 года прибыл в Базель. Зимой 1534―1535 годов во Франции сожгли на костре шестерых протестантов, в том числе и друга Кальвина Этьена де ла Форжа.
Приблизительно в этот период произошли обращение Кальвина и разрыв с католической церковью. Кальвин описывал это латинским термином subita conversio (с лат. — «внезапное обращение»). Под обращением он понимал как личное, внутреннее, религиозное переживание, так и внешнюю перемену — отказ от католической церкви. Объясняя то, как он почувствовал призвание быть реформатором, он писал, что «настолько закостенел в папских суевериях», что ничто, кроме сверхъестественного действия Божьего, не могло освободить его от них. Он так описывал момент своего обращения:

Наконец, Бог неисповедимой уздой Своего провидения отвратил меня с моего пути в иную сторону… Внезапным обращением в покорность усмирил Он разум мой, чрезмерно неподатливый в мои лета.— 
Кальвин был уверен, что Бог избрал его и призвал служить в определённом месте. Под этим избранием он понимал призвание Богом неправедных, отверженных и разочарованных людей, которых тот преобразовывает для служения некой своей цели. Он считал, что человек, призванный Богом, — неудачник с точки зрения мира и земной жизни.
23 августа 1535 года Кальвин завершил написание своего главного труда — «Наставления в христианской вере». Эта книга была адресована королю Франции Франциску I с целью опровергнуть обвинения в адрес французских евангеликов, которых называли «анабаптистами и подстрекателями». Несмотря на популярность, тогда эта книга ещё не принесла Кальвину известности, потому что он оставил в тайне своё авторство и издал труд анонимно.
Доработав своё произведение, Кальвин отправился в итальянский город Феррара, куда его привлекли евангелические взгляды герцогини Феррарской, двоюродной сестры Маргариты Наваррской. Кроме того, в городе нашли убежище многие евангелики, бежавшие из Франции после «дела о плакатах». 14 апреля один евангелик по имени Жеанне оскорбил церемонию почитания креста на Страстную пятницу, что чуть не подняло волну антиевангельских настроений при дворе герцогини, и Кальвину пришлось вернуться в Базель.
16 июля 1535 года во Франции был издан эдикт Кюси, который позволял религиозным беженцам возвратиться при условии, что они отрекутся от своих взглядов в течение шести месяцев. Воспользовавшись этим, Кальвин поехал во Францию, чтобы уладить семейные дела. 2 июня 1536 года он передал своему брату Антуану семейные дела в Нуайоне. 15 июля он отправился в Страсбург, спасаясь от преследований, и навсегда покинул Францию. Прямой путь на Страсбург был перекрыт войсками, сражавшимися в войне между королём Франциском I и императором Карлом V, поэтому ему пришлось поехать объездной дорогой, которая шла через швейцарский город Женеву.

### В Женеве

#### Реформация в Женеве до прибытия Кальвина

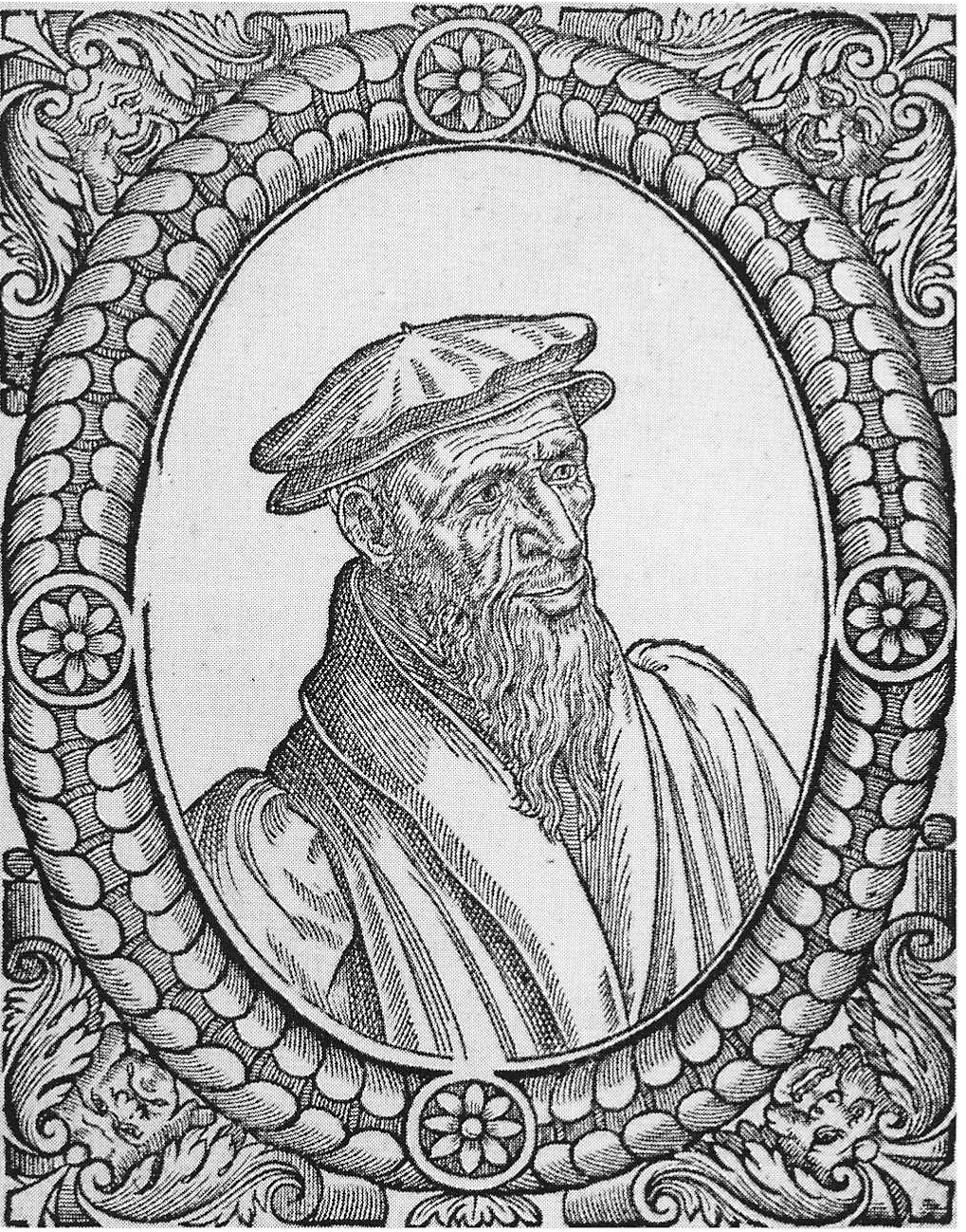
Портрет Гийома Фареля, написанный Теодором Безой (1580)

До Реформации светская и духовная власть в Женеве была сосредоточена в руках епископа, а сам город входил в состав герцогства Савойского. После Столетней войны и усиления Франции город находился в экономическом упадке.
Ситуация изменилась, когда 7 февраля 1526 года Женева заключила союз с Берном и Фрибуром, которые принадлежали к Швейцарской конфедерации. Городу была предоставлена военная поддержка, епископская власть ослабла. В 1530 году городской совет Женевы окончательно стал высшим органом власти в городе. В январе 1528 года в Берне состоялся религиозный диспут между лидерами Реформации (Ульрих Цвингли, Мартин Буцер, Вольфганг Капитон) и представителями католической церкви, в котором евангелики одержали победу: городской совет Берна проголосовал за принятие цвинглианской Реформации, и Берн стал протестантским городом.
Под влиянием этих событий в Женеву начали проникать идеи Реформации. В 1532 году немецкими купцами там был распространён большой тираж лютеранской литературы. В церквах появились лютеранские плакаты. Из Берна прибыл Гийом Фарель, который начал выступать с проповедями и имел большой успех. 4 января 1534 туда прибыл Пьер Вире. 27 января 1534 года, по аналогии с Берном, в городе был проведён религиозный диспут. С католической стороны выступал доминиканец, доктор богословия Ги Фюрбити, с протестантской — Фарель. По итогам диспута победителем признали Фареля, и в городе начались религиозные реформы. Летом 1535 года была отменена католическая месса. В августе женевский епископ отлучил всё население Женевы от церкви, и всё католическое духовенство покинуло город.
Все эти события вызвали тревогу в Савойе, и в январе 1536 года её войска начали осаду Женевы. Город обратился за помощью к Берну, и 2 февраля его войска вошли в город, сняв осаду. Женева обрела независимость. Всё церковное имущество было конфисковано, церковные источники доходов — национализированы. Собор Святого Петра из католического стал протестантским. 25 мая 1536 года на народном собрании Женевы было решено открыто принять Реформацию и провести полную реформу церкви.

#### Кальвин в Женеве
Вынужденный ехать в Страсбург обходным путём, Кальвин остановился на ночлег в Женеве, планируя остаться там только на одну ночь. Некоторые французские беженцы узнали о его прибытии и поспешили сообщить об этом Гийому Фарелю. Фарель незамедлительно нашёл Кальвина и стал уговаривать его остаться в городе для проповеди и содействия реформам. По утверждению самого Кальвина, он совершенно не хотел этого делать, но, в конечном счёте, согласился. Вот как он это описывает:

Гийом Фарель удержал меня в Женеве — не столько советами или спорами, сколько страшным проклятием, словно Сам Бог свыше простёр Свою руку, чтобы остановить меня… Фарель, горевший ревностным желанием проповедовать Евангелие, изо всех сил стал уговаривать меня остаться. Когда он узнал о моём намерении посвятить всё время частным научным изысканиям и увидел, что его уговоры на меня не действуют, он изрёк на меня ужасное проклятие: «Да проклянёт Бог твоё уединение и мирное занятие наукой, к которому ты стремишься, если перед лицом такой нужды ты отойдёшь в сторону и откажешь в поддержке и помощи!» Эти слова настолько потрясли меня, что я отказался от предпринятого мною путешествия.— 
Кальвин остался в Женеве и стал содействовать евангелическим реформам в городе. Поначалу его обязанности ограничивались чтением публичных лекций по Библии. Впрочем, через несколько недель, в октябре 1536 года, в Лозанне состоялся публичный религиозный диспут между сторонниками Реформации и католичества. Диспут проводился на местном, французском, языке, поэтому для защиты Реформации на него были приглашены французы Фарель, Вире и Кальвин. Диспут начался 1 октября, на обсуждение было вынесено 10 вопросов, которые заключали в себе основные принципы Реформации. Фарель и Вире не смогли в ходе диспута добиться уверенной победы. 5 октября в ход дискуссии вмешался Кальвин после того, как представитель с католической стороны заявил, что евангелики пренебрегают отцами церкви. В ответ на это Кальвин объявил, что евангелики не только ценят их больше, чем католики, но и лучше их знают. Для подтверждения он выстроил доказательство на основе трудов отцов церкви, процитировав выдержки и места цитирования наизусть. Выступление Кальвина оказало сильное влияние на присутствующих и обеспечило протестантам преимущество в споре.
Лозаннский диспут снискал Кальвину славу оратора и религиозного полемиста, и в конце 1536 года он был назначен проповедником и пастором женевской церкви. Назначение на эту должность не сопровождалось каким-либо посвящением в духовный сан, оно представляло собой разрешение на пасторское служение от городского совета. Должность пастора могли занимать и люди, которые не являлись гражданами Женевы. Но пастора не могли участвовать в принятии решений советом Женевы и иметь какую-либо светскую власть.
В этот период в результате действий Фареля в Женеве образовались партии его сторонников и противников. Сторонники назывались «гийермины» или «фареты», а противники — «артикулянты» или «артишоды». В начале 1537 года прошли новые выборы городского совета, и все четверо избранных синдика принадлежали к партии гийерминов. 16 января, пользуясь их благосклонностью, реформаторы представили на рассмотрение совета черновой вариант церковных правил, который назывался «Статьи об управлении церковью» (фр. Articles sur le Goverment de l’Eglise). Этот документ излагал пять принципов, которые предлагалось соблюдать в церкви:
1. Учащение совершения причастия с четырёх раз в год до одного раза в месяц.
2. Создание дисциплинарного церковного трибунала, независимого от гражданских судов, для рассмотрения церковных дел. Трибунал имел полномочия отлучать людей от церкви. Отлучение лишало людей права участвовать в причастии с сохранением права слушания проповедей.
3. Введение пения псалмов на богослужениях.
4. Введение обучения молодых людей основам реформатской веры.
5. Введение публичной проверки знаний основ реформатской веры у молодых людей.

Был озвучен ряд новых правил, касавшихся бракосочетания. Все жители города были обязаны присягнуть на верность исповеданию веры, состоящему из 21 статьи. Для обучения жителей доктринам реформатской веры Кальвин в 1537 году составил «Катехизис» — изложение доктрин в форме вопросов и ответов.
Городской совет отверг некоторые пункты реформ, такие как создание трибунала и учащение совершения причастия, но и остальные меры оказались достаточно непопулярными среди населения города. Жители были недовольны обязательным посещением проповедей и введением отлучения за нарушения. В январе 1537 года городской совет потребовал допустить к причастию всех желающих. В результате антифарелевская партия приобрела большое влияние в городе. 3 февраля 1538 года состоялись новые выборы в городской совет, и все четыре выбранных синдика принадлежали к артикулянтам. Всех гийерминов исключили из совета по обвинению в политических интригах. Предложенный реформаторами церковный порядок был отменён и введён существующий в Берне. Кальвин и Фарель не согласились с этим и открыто нарушали установленные правила. 21 апреля 1538 года решением городского совета Кальвин и Фарель были изгнаны из Женевы.
После изгнания Кальвин возвратился в Базель, а в сентябре 1538 года переехал в Страсбург, чтобы заняться церковным служением и литературной деятельностью.

### В Страсбурге

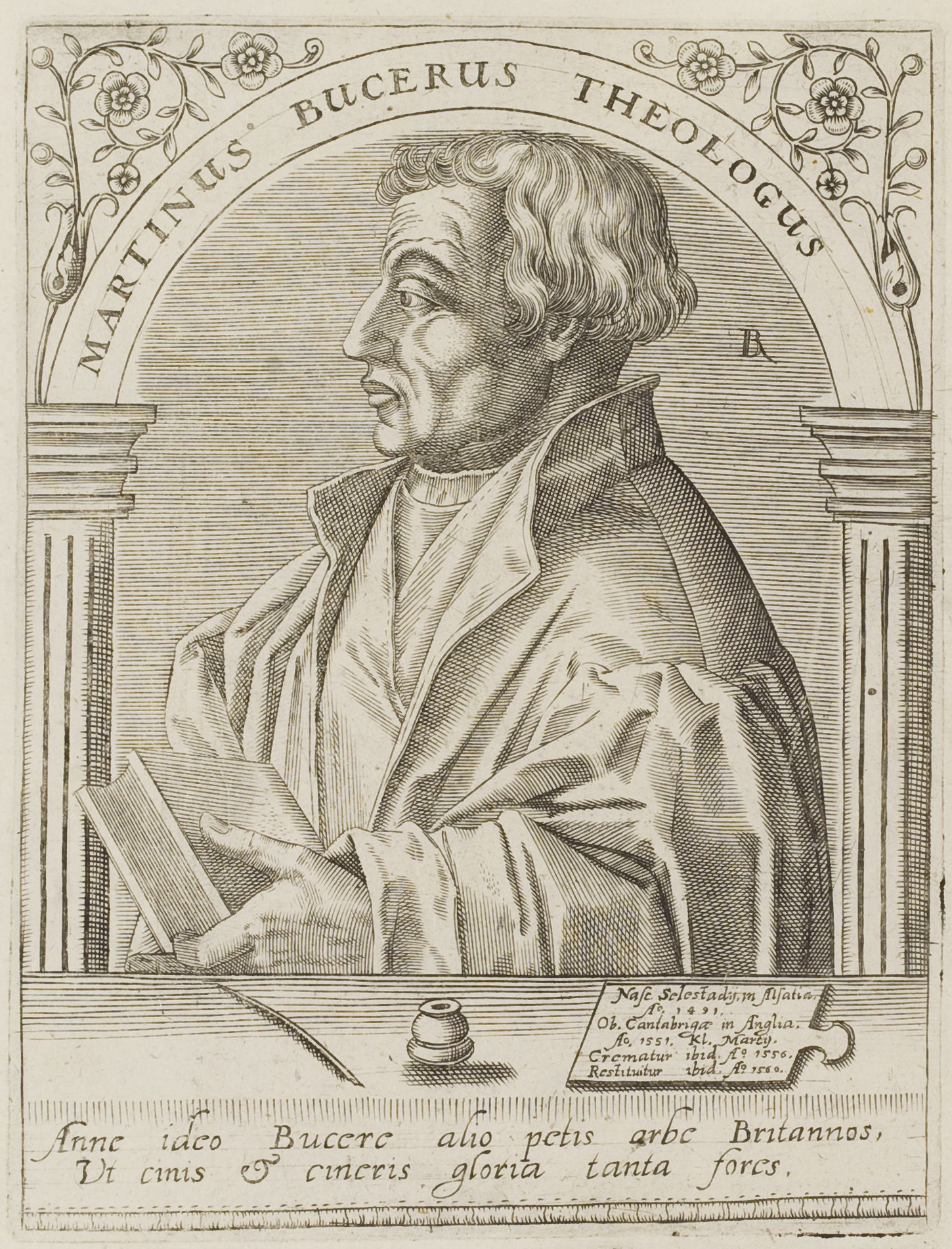
Мартин Буцер, руководитель Реформации в Страсбурге, гравюра Жан-Жака Буассара

К моменту прибытия Кальвина в Страсбурге уже произошла Реформация и было осуществлено много церковных реформ. Лидером Реформации в Страсбурге был Мартин Буцер. Страсбург был немецкоговорящим городом, но там проживало много французов, особенно после того, как во Франции начались гонения на евангеликов. По прибытии Кальвин стал пастором французской реформатской общины, в которой его проповеди имели большой успех.
Помимо пасторства Кальвин сопровождал Буцера и его коллег на международных коллоквиумах в Вормсе и Регенсбурге, где приобрёл большой опыт в церковной дипломатии. Когда в Страсбурге была создана Академия Иоганна Штурма, Кальвин стал в ней преподавателем. В своей общине ему удалось осуществить многое из того, чего он до этого пытался достичь в Женеве. Этому способствовало то, что некоторые реформы, такие как введение исполнения псалмов, наставление молодёжи в доктринах веры и ограниченный допуск к причастию, уже были проведены Буцером ещё до приезда Кальвина. Единственным затруднением реформатора было его стеснённое материальное положение. Ему даже пришлось продать часть своей библиотеки, из-за чего в его произведениях этого периода большая часть цитат сделана по памяти.
В Страсбурге Кальвин написал значительное число трудов. В августе 1539 года было опубликовано второе издание «Наставления в христианской вере», а в 1541 году был издан перевод «Наставления» на французский язык. В октябре 1539 был опубликован «Ответ кардиналу Садолето», в котором Кальвин защищал основные принципы Реформации в ответ на критику дипломата папской курии. В это же время был завершён первый крупный комментарий Кальвина на книгу Библии — «Толкование на Послание к римлянам», которое было издано в 1540-м. В 1541 году был опубликован «Краткий трактат о вечере Господней».
В июле 1540 года Кальвин принял страсбургское гражданство, записавшись в цех портных. В августе 1540 года Кальвин женился на вдове Иделетте де Бур (1500—1549). У них родился ребёнок, умерший вскоре после рождения.

### Возвращение в Женеву
В 1539 году отношения между Женевой и Берном ухудшились. В результате переговоров между этими городами выяснилась пробернская ориентация артикулянтов — противников Фареля. Представители делегации Женевы в Берне заочно были приговорены к смертной казни за измену. Лидер артикулянтов Жан Филипп и один из его помощников были арестованы и казнены также по обвинению в измене. В октябре 1540 года власть снова перешла к партии сторонников Фареля. Они предложили Фарелю вернуться для продолжения реформ, начатых в 1536, но тот отказался. Тогда городской совет отправил несколько писем Кальвину, однако он также отклонил предложение. Всё же в феврале 1541 года Фарелю удалось переубедить Кальвина, и 13 сентября тот возвратился в Женеву.

### Деятельность с 1541 до 1553 года
Сразу после возвращения Кальвин написал «Церковные ордонансы», в которых изложил свои взгляды на церковное устройство. В 1542 году в городе была основана Консистория — орган религиозного управления, совет главных служителей. В него входили 12 старейшин, которые ежегодно избирались магистратом из числа мирян, и все члены Коллегии пасторов (9 на момент основания Консистории). Этот орган собирался еженедельно по четвергам с целью поддержки религиозной дисциплины. В функции Консистории входила борьба с теми, чьи религиозные убеждения представляли опасность для сложившегося религиозного порядка в городе. Нарушителями порядка считались и те, чьё поведение по различным причинам (религиозным и нравственным) расценивалось как неприемлемое. В случае нарушений этим людям сначала указывали на их заблуждения, если же это не приносило результата, то их отлучали. Отлучение лишало человека права участвовать в одном из евхаристических богослужений. Консистория не имела полномочий накладывать на людей любой вид гражданского и, тем более, уголовного взыскания. Городской совет Женевы настоял, чтобы:

…всё проходило таким образом, чтобы пасторы не имели гражданской власти, но использовали лишь духовный меч Слова Божьего… и чтобы также Консистория не отнимала власти у сеньоров и обычных судей. Гражданская власть должна осуществляться беспрепятственно.
— 
В 1545 году жена Кальвина заболела и, после долгих страданий, умерла в марте 1549 года, оставив на попечение Жана двоих детей от первого брака.
В ходе выборов в городской совет в феврале 1552 года первым синдиком был избран давний противник Кальвина Ами Перрен, а остальные трое синдиков были его единомышленниками. Зять Перрена стал лейтенантом города. К марту 1553 года на все ключевые должности в городе были назначены либертины или «перренисты» — сторонники Перрена. Также либертины установили контроль над городским советом и начали борьбу против Кальвина. Либертины видели угрозу в том, что Консистория имела право отлучать людей от церкви, потому что во всех остальных городах Швейцарской Конфедерации это наказание могли налагать лишь гражданские суды, и поэтому стремились ограничить полномочия этого органа.
На Пасху 1553 года совет потребовал, чтобы Консистория предоставила списки всех находившихся на отлучении и обосновала каждое из них отдельно. Это было прямым нарушением «Церковных ордонансов» 1541 года. В начале лета 1553 года совет принял новое решение: служителям, даже если они являются гражданами Женевы, запрещалось становиться членами Генерального совета, который избирал синдиков. Это лишало гражданских прав основную часть сторонников реформатора. Вскоре совет напрямую вмешался в дела церкви: Франсуа Бургуан, служитель церкви в деревне Юсси, был назначен пастором Женевы, а на его место был назначен кандидат от совета. Из-за этих событий 24 июля 1553 Кальвин подал в отставку, но его просьба была отклонена.

### Дело Сервета

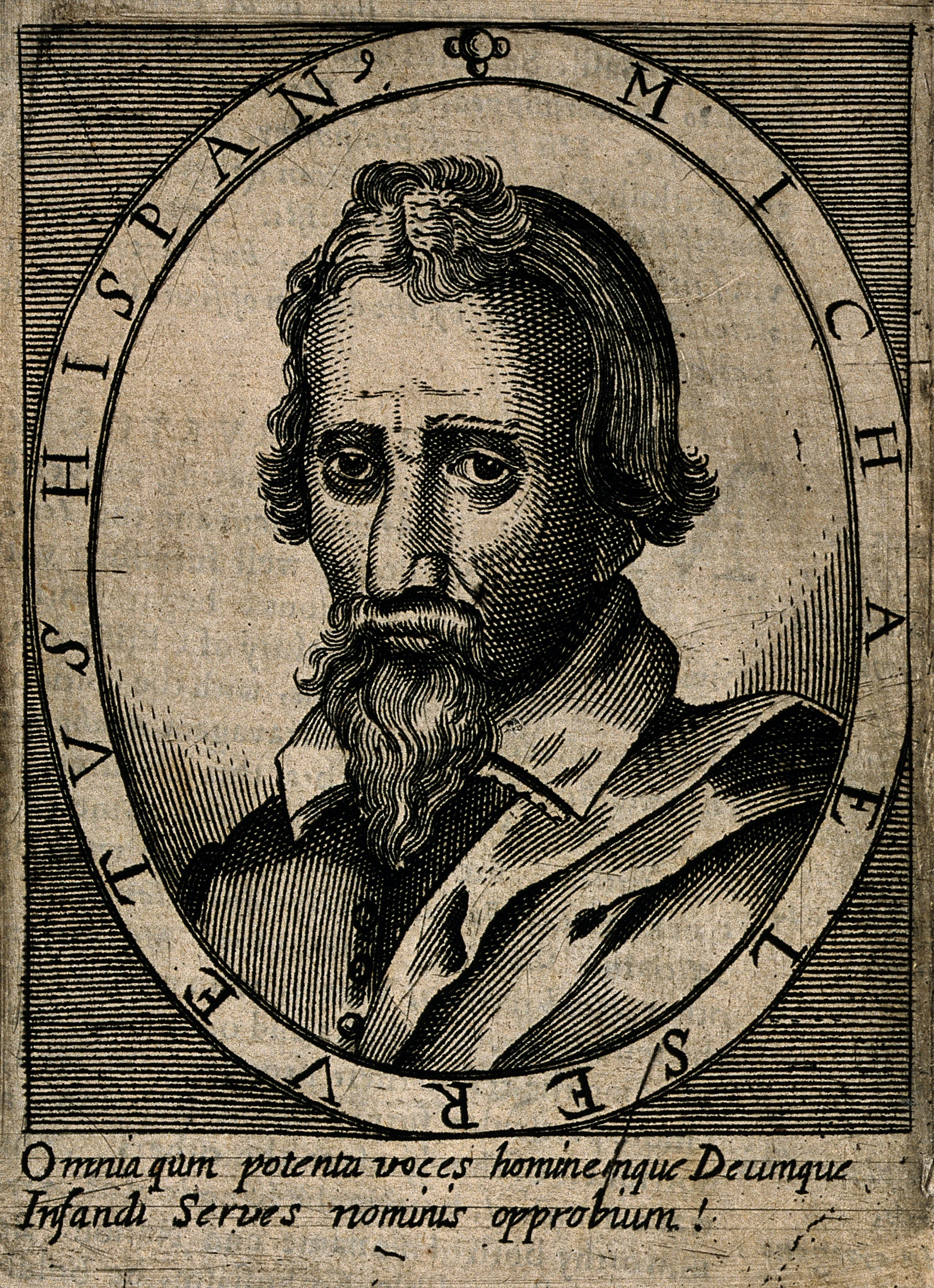
Мигель Сервет. Гравюра Корнелиуса ван Сихема (1607)

В августе 1553 года в Женеве появился врач и гуманист Мигель Сервет, который отвергал догмат о Троице и крещение младенцев. Ранее, в июле 1530 года в Базеле он вступил в спор с Иоганном Эколампадием по этим вопросам и был изгнан из города. После изгнания Сервет отправился в Страсбург, где опубликовал трактат против Троицы. Мартин Буцер публично опроверг трактат и попросил Сервета покинуть город. Вернувшись в Базель, Сервет опубликовал «Две книги диалогов о Троице» (лат. Dialogorum de Trinitate libri duo), которые вызвали большой резонанс среди реформаторов и католиков. Инквизиция в Испании приказала арестовать его.
До приезда в Женеву Сервет настойчиво писал Кальвину по поводу учений, которые оспаривал. Кальвин отвечал под псевдонимом Чарльз д’Эспевиль, Сервет использовал свою подпись. В ответ на письма Сервета, которых было около тридцати, Кальвин отправил ему своё «Наставление в христианской вере». Сервет прислал труд обратно с большим количеством оскорбительных комментариев на полях, которые указывали на ошибки в книге, что особенно возмутило Кальвина.
В 1553 году Сервет опубликовал свою книгу «Восстановление христианства», в которой подробно раскритиковал христианское учение о Троице. После этого он был арестован инквизицией в городе Вьен и приговорён к казни через сожжение. Для доказательства его причастности к ереси были использованы письма к Кальвину. Эти письма были отправлены властям Вьена секретарём Кальвина Гильомом Трие без ведома реформатора. Незадолго до казни Сервету удалось сбежать из тюрьмы, после чего в августе 1553 года он приехал в Женеву.

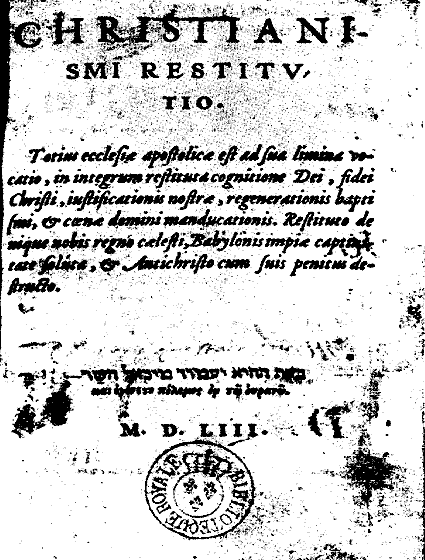
Титульный лист первого издания

В Женеве он был узнан одним из офицеров полиции, который арестовал его от имени городского совета. Это произошло 13 августа. Ответственность за этот арест взял на себя Кальвин. После задержания Сервет содержался под стражей за неимением тюрьмы. Ему разрешили пользоваться бумагой и пером, а также книгами, которые он мог заказать за свой счёт в Лионе или Женеве. Кальвин одолжил ему книги отцов церкви. Пыткам он не подвергался. Городской совет отправил письмо в город Вьен, запросив дополнительную информацию о заключённом, а именно «дубликаты имеющихся улик и информации, а также ордера на арест». Католические власти потребовали выдать им заключённого, чтобы судить во Вьене. Тогда городской совет предложил Сервету выбор — вернуться во Вьен или остаться в Женеве. Сервет просил оставить его в Женеве, потому что ожидал, что враждебность городского совета к Кальвину обернёт дело в его пользу.
Городской совет мог вынести Сервету только 2 приговора: изгнание или смертная казнь. Стремясь подорвать авторитет Кальвина в Женеве, совет стал действовать в обход Консистории. Вместе с этим некоторые из врагов Кальвина (Ами Перрен, Филибер Бертелье) наоборот хотели спасти Сервета, чтобы подорвать авторитет реформатора этим путём.
15 августа начался суд, который продолжался, с перерывами, больше двух месяцев. Первое заседание длилось с 15 по 21 августа. Обвинение состояло из 38-ми статей, написанных Кальвином и основанных на книге «Восстановление христианства». Сервет обвинялся в том, что обнародовал еретические мнения о Троице, о личности Христа и о крещении младенцев. Особенно серьёзными Кальвин считал нападки Сервета на Троицу. В одной из своих работ Сервет назвал Троицу тремя бесами и «трёхглавым цербером», а тринитариев — атеистами. Но для властей Женевы наиболее серьёзным обвинением было то, что тот отвергал крещение младенцев, потому что то же самое делали анабаптисты, которые подняли восстание в Мюнстере. Для городского совета убеждения Сервета выглядели, как угроза власти и устоям общества. Также ему было выдвинуто несправедливое обвинение в половой распущенности. Сервет опроверг данное обвинение, объяснив, что стал импотентом в результате травмы и что всегда старался вести христианский образ жизни. Результат этого заседания был неблагоприятным для него, но и не был решающим. 24 августа Сервет написал петицию к совету и потребовал помощи адвоката, но ему было отказано в этом в соответствии с уголовным кодексом Женевы 1543 года. Также он требовал снять с него обвинения, потому что он не нарушил никаких законов Женевы, находился там проездом, не вызывал беспорядков, а его книги посвящены абстрактным проблемам и адресованы исключительно учёным людям. В этом ему также было отказано. 1 сентября совет постановил, что Кальвин должен выписать все еретические места из книг Сервета, затем Сервет должен был написать свои ответы и оправдания, после чего Кальвин должен был ответить ему. Затем, все эти документы должны были быть переданы швейцарским церквям для обсуждения. Все три документа были предоставлены совету 5 сентября. Ответ Сервета был откровенно агрессивным и полным оскорблений. Сервету позволили ответить Кальвину ещё раз и он подготовил ответ к 18 сентября. Этот ответ представлял собой почти бессвязный текст, полный самых грубых оскорблений. Кальвин не счёл необходимым отвечать.
Эти документы были переданы церквам Берна, Цюриха, Шаффхаузена и Базеля. 22 сентября Сервет потребовал судить Кальвина, но совет оставил его просьбу без внимания. 18 октября был доставлен ответ от церквей Швейцарии. Все они единогласно потребовали смертной казни. Жители Женевы также были настроены против Сервета из-за его презрительного и вызывающего поведения.
26 октября 1553 года городской совет вынес своё решение, которое было сформулировано следующим образом:

Их Светлости, узнав мнение церквей в Базеле, Берне, Цюрихе и Шаффхаузене по делу Сервета, осудили названного Сервета, приказал привести его на Шампей и сжечь заживо.— 
Кальвин предложил заменить сожжение на обезглавливание, как на более гуманный способ казни, но враждебный Кальвину городской совет не прислушался к этому предложению. На следующий день Сервета казнили. В Женеве не было профессионального палача, поэтому сложенный костёр горел долго, причиняя большие страдания осуждённому. Несмотря на то, что Сервета к казни приговорил городской совет при поддержке других кантонов Швейцарской конфедерации, а Кальвин выполнял лишь роль свидетеля и консультанта-эксперта, эта казнь послужила к тому, что репутация и авторитет Кальвина в протестантском мире упрочились. К нему приходило много одобрительных писем от лидеров Реформации из Германии и других стран, где его считали защитником истинной веры.
Отмечается, что непосредственная ответственность за эту казнь лежит на городском совете, который мог поступить иначе, если бы не давление Берна и швейцарских церквей. Кальвин вёл богословскую часть суда и не влиял прямо на результаты. Вместе с тем, ранее он писал Фарелю:

…я не стану обещать ему [Сервету] безопасность; если он приедет и моей власти хватит на то, я никогда не позволю ему уехать живым.— Письмо Фарелю от 13 февраля 1546 года
Известно, что перед казнью Кальвин посетил Сервета в заключении, чтобы сделать последнюю попытку вразумить его. Во время этой беседы Сервет уже не вёл себя вызывающе, а наоборот, попросил у Кальвина прощения за обиды и оскорбления. Кальвин ответил, что никогда не ссорился с Серветом из личных побуждений и призвал его отказаться от своих заблуждений. Он сказал:

Шестнадцать лет назад я был готов в Париже обратить тебя к нашему Господу. Но ты тогда уже бежал от света. Я не переставал увещевать тебя в письмах, но всё напрасно. Ты обрушивал на меня невесть сколько ярости и гнева. Что же до прочего, я тебя прощаю. Лучше проси о милости Бога, Которого ты хулил.— 
Увидев, что обращение не произвело никакого эффекта, Кальвин покинул заключённого, сославшись на повеление апостола Павла из Тит. 3:10, 11, где написано отвращаться от еретика после первого и второго неудачного вразумления.

### Поражение либертинов
После казни Сервета либертины продолжили свою борьбу с Кальвином. В сентябре 1553 года Филибер Бертелье, отлучённый ранее Консисторией, решил обжаловать это решение, но свою апелляцию направил в городской совет. Совет отменил приговор, чем вызвал гнев Кальвина. Кальвин настаивал, что только Консистория должна иметь право выносить решения по поводу отлучения или его отмены. 7 ноября дело было рассмотрено в Совете двухсот. Подавляющим большинством голосов было решено, что каждое постановление Консистории об отлучении должен подтвердить городской совет, иначе оно будет недействительно.
18 апреля 1555 года городской совет принял решение за большую сумму денег присуждать проживающим в городе иностранцам статус «буржуа». Данный статус предоставлял своему владельцу избирательное право. Это решение было принято для того, чтобы поправить финансовое состояние города, в который к тому времени съехалось много беженцев из Франции и других стран. Городской совет не учёл лишь тот факт, что большая часть этих беженцев были убеждёнными сторонниками Кальвина. В результате на выборах в городской совет в 1556 году все выбранные синдики были сторонниками Кальвина.

### Распространение идей Кальвина во Франции
В 1555 году Кальвин начал тайно посылать членов коллегии пасторов в соседние Савойю и Францию для распространения идей Реформации. В апреле того года двое — Жан Верну и Жан Ловерже — были посланы в Пьемонт, который был потенциально открыт для проповеди, потому что там ранее жило много вальденсов. Для сохранения полной секретности под руководством Кальвина в ущельях Альп Дофине на расстоянии дневного пути друг от друга были построены замаскированные жилища и сооружена сеть подземных туннелей, по которым можно было незаметно пересечь границу Франции. Секретность была такой строгой, что даже городской совет был в неведении о происходящем. Однако в конце 1557 года Кальвин объяснил ситуацию совету и испросил разрешения для продолжения деятельности. Совет дал разрешение при условии, что при возможной огласке он не будет считаться соучастником в этом, потому что это могло привести к непредсказуемым последствиям. В 1557 году коллегия пасторов приняла решение об обязательном учреждении консисторий на местах, где появляются реформатские церкви. В том же году появилась консистория в Орлеане, в 1558 году — в Ла-Рошели, в 1561-м — в Ниме. К началу 1562 года во Франции насчитывалось 1785 консисторий и 2150 протестантских церквей. 25-29 мая 1559 года в Париже был проведён тайный синод реформатской церкви, где было принято исповедание веры из 35 статей, которое было представлено королю Франциску II в следующем году.
5 июня 1559 года, по причине того, что в Женеве уже почти не осталось пасторов, которых можно было бы послать во Францию, Кальвином была основана Женевская академия. Первым ректором академии стал его сотрудник Теодор Беза.

### Последние дни и смерть

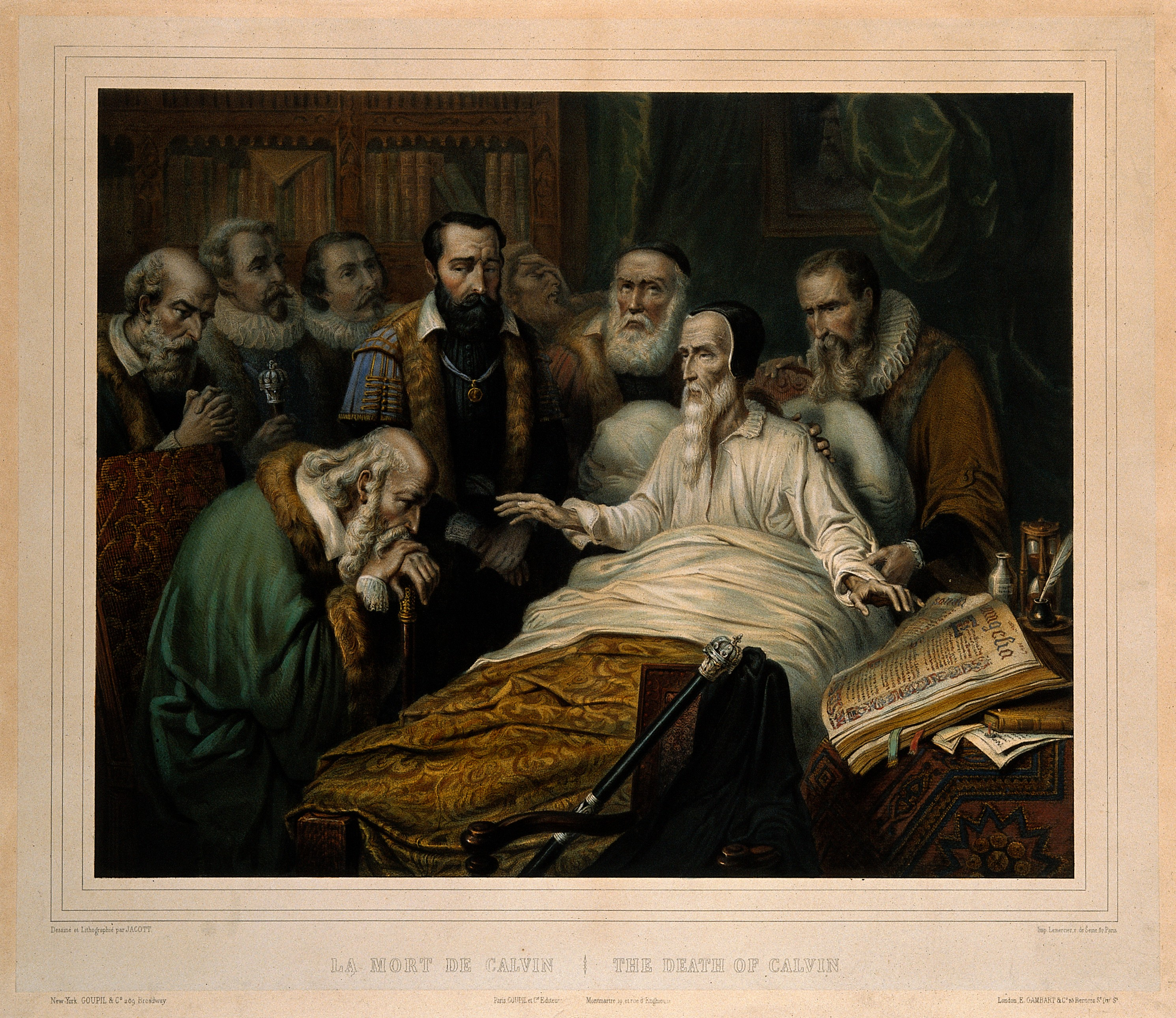
Кальвин на смертном одре. Литография В. Л. Вальтона (1865)

Весной 1563 года Кальвин стал всё реже посещать еженедельные собрания консистории, и стало очевидно, что он серьёзно болен. Описания симптомов в его письмах врачам позволяют считать, что Кальвин страдал от мигрени, подагры, туберкулёза лёгких, заражения глистами, геморроя и язвы. В воскресенье 6 февраля 1564 года Кальвин в последний раз проповедовал за кафедрой церкви св. Петра. В апреле его начала мучить хроническая одышка. 28 апреля он попрощался с женевскими служителями. В своём прощальном послании он отмечал, что всегда был лишь бедным и скромным служителем, а проповедником стал вопреки своим намерениям; описывал невзгоды, которые обрушились на него в Женеве: как на него спускали собак и у дверей его дома стреляли из аркебуз.
19 мая Кальвин последний раз пригласил служителей Женевы к себе домой. Отобедав с ними, он больше не вставал с постели и мог лишь диктовать секретарю. Попрощаться с Кальвином приехал из Нёвшателя Фарель. Последние дни Кальвин провёл в почти непрерывной молитве и произнесении утешительных цитат из Библии. До последних моментов своей жизни он находился в сознании и мог говорить.
27 мая 1564 года в восемь часов вечера Кальвин скончался во время сна. Реформатора оплакивал весь город, в конце концов пришлось даже преждевременно положить тело в гроб, чтобы прекратить поток желающих попрощаться с ним. По собственному желанию Жана, он был похоронен без всяких церемоний в общей могиле, над которой не ставили надгробной плиты, на кладбище Плен-Пале (фр. Planum Palatium). Этим Кальвин хотел предотвратить возникновение какого-либо почитания его самого и места его захоронения.

### Семейная жизнь

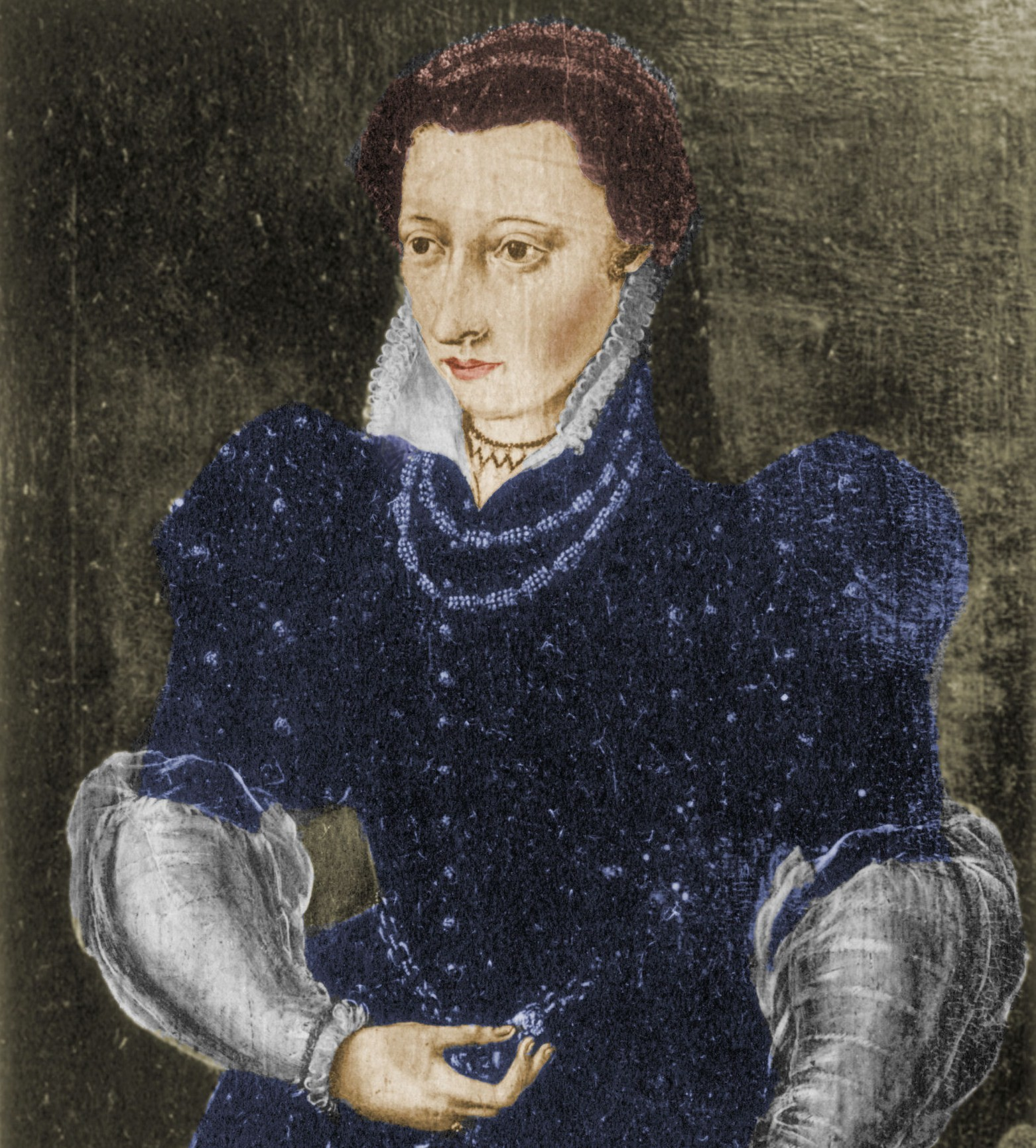
Иделетта де Бур. Копия современного портрета нач. XX в.

Кальвин не задумывался о женитьбе до своего приезда в Страсбург. Он часто хвалился, что никто не может обвинить его в том, что он повёл атаку на Рим из-за женщины, подобно тому, как греки из-за Елены осаждали Трою. Но в Страсбурге сразу три его друга — Мартин Буцер, Гийом Фарель и Филипп Меланхтон — стали советовать ему создать семью, что заставило Кальвина задуматься о браке. У Кальвина было твёрдое понимание того, какой он хочет видеть свою будущую жену. В письме Фарелю он писал:

Я не отношусь к числу тех безумных влюблённых, которые, увидев хорошенькое женское личико, готовы простить все ошибки. Единственный тип красоты, который меня прельщает, — это женщина целомудренная, обязательная, не навязчивая, экономная, терпеливая и заботящаяся о моём здоровье.— 
По совету друзей Кальвин предпринял несколько попыток жениться, но все они оказались неудачными из-за того что все, кого ему советовали, по разным причинам не подходили ему. После трёх попыток он стал задумываться, не хочет ли Бог, чтобы он остался холостым. Всё же через некоторое время Кальвин женился на Иделетте де Бур Стордер, вдове голландского анабаптиста Жана Стордера, которого он обратил в протестантизм. После смерти своего мужа она жила в уединении, занимаясь воспитанием детей. Друзья уважали её за ум и доброе сердце. Кальвин часто посещал её как пастор и его привлёк её характер. Брачную церемонию провёл Гийом Фарель. На тот момент Кальвину был 31 год.
Брак Иделетт и Жана был счастливым. В своих письмах Кальвин говорил о ней: «она верный помощник в моём служении» и «прекрасный спутник в моей жизни». Иделетт очень заботилась о его слабом здоровье и о здоровье детей. Она прилагала много стараний к тому, чтобы Жан был более уравновешенным и спокойным человеком. Его друзья не раз отмечали, что Кальвин стал гораздо более сдержанным с тех пор, как женился. Когда Иделетт себя хорошо чувствовала, она сопровождала его в визитах к больным и в тюрьмы. Их счастье омрачало их лишь слабое здоровье обоих. Так, первые 2 месяца своего брака они провели в постели из-за тяжёлой болезни. В дальнейшем Иделетт часто болела.
У Иделетт было двое детей от первого брака: сын и дочь. Спустя год после свадьбы с Кальвином у неё родился сын. Роды были преждевременными и через две недели ребёнок умер. И Жан, и Иделетт тяжело переживали эту утрату. Три года спустя у Иделетт снова были роды, но девочка родилась мёртвой. А ещё через два года, в возрасте 39 лет, она преждевременно родила ещё одного ребёнка, который также не выжил. Сразу после третьих родов состояние Иделетт резко ухудшилось, у неё начался сильный кашель. Вскоре она едва стояла на ногах. Судя по всему, она заболела туберкулёзом.
Через год, в 1549 году, Иделетт умерла. Перед смертью она просила Жана позаботиться о её детях, и он пообещал ей это. Как пишут биографы, горе Кальвина было огромным, он сильно скорбел и находил утешение только в работе. В своих письмах он писал: «Воистину, моё горе невероятно велико, подобное переживают немногие», «я делаю всё, что в моих силах, чтобы не впасть в отчаяние».
Когда Иделетт умерла, Жану было 40 лет, но он так и не женился вторично. Через год после смерти жены он принял решение вести одинокий образ жизни, назвав Иделетт уникальной женщиной. Кальвин не хотел, чтобы его решение остаться безбрачным было истолковано как особый уровень святости и пояснял, что стремится быть более свободным для служения Богу

### Внешность, характер и привычки

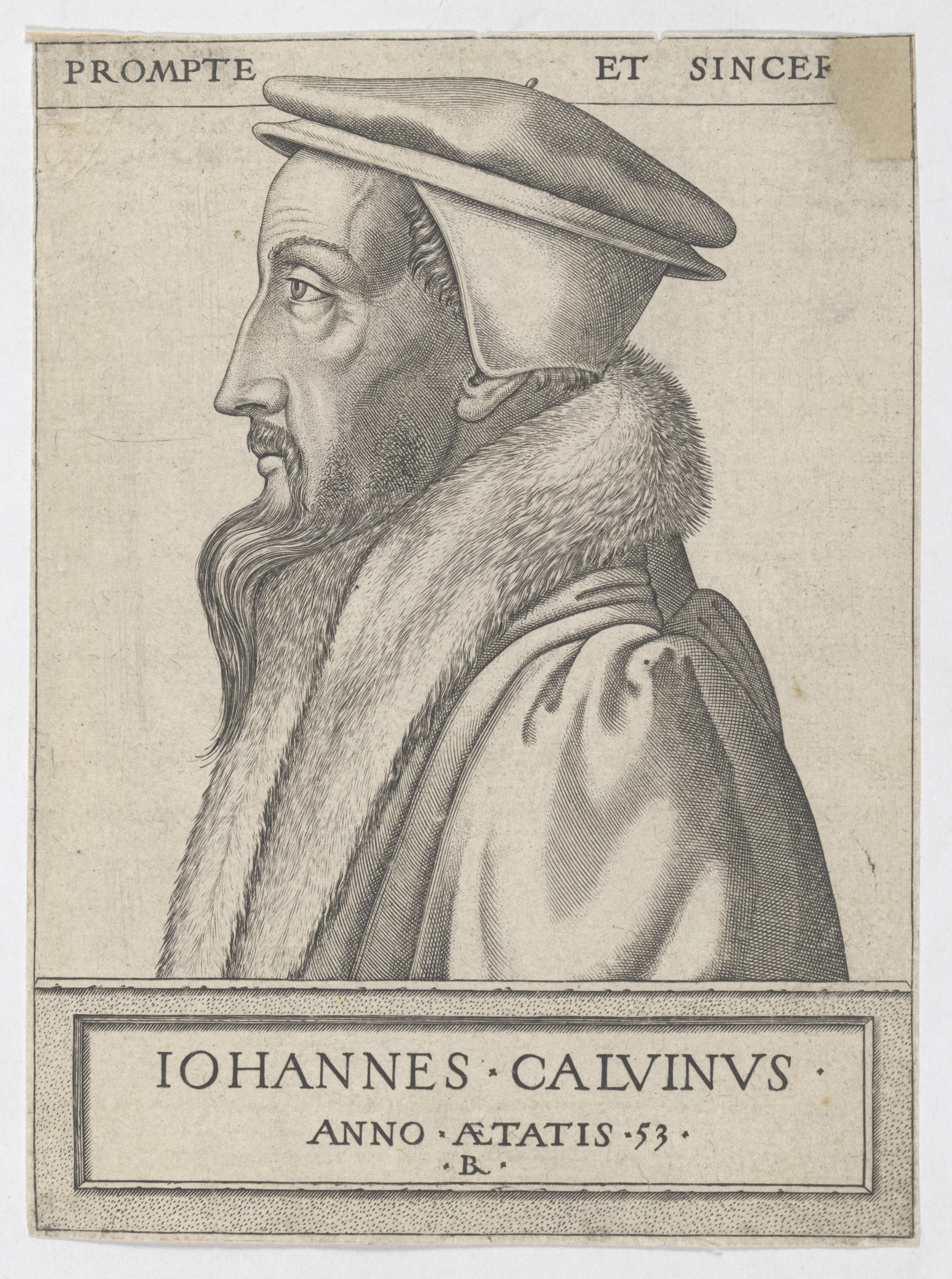
Кальвин в возрасте 53-х лет. Гравюра Рене Бовина

Кальвин был среднего роста, худой, бледный, казался измождённым. У него были острые черты лица, красивый рот, заострённая борода, чёрные волосы, длинный нос, высокий лоб и горящий взгляд. У очевидцев иногда складывалось впечатление, что он состоит из костей и нервов.
Он называл себя нерешительным и робким от природы, хотя в трудных ситуациях вёл себя достаточно смело. В общении был прост, любил порядок, был методичен в привычках, одевался очень опрятно. Кальвин обладал цепкой памятью: спустя годы он мог узнать людей, которых видел только раз. Отличался проницательностью, вдумчивостью, быстротой восприятия. В обществе был несколько замкнутым, хотя и проявлял приветливость. Он не был холоден, у него были очень тёплые отношения с женой и с друзьями. Отличался терпимостью к тем порокам, которые объяснял человеческой слабостью. Недостатками характера Кальвина были нетерпимость в спорах, вспыльчивость и придирчивость. Часто в своих произведениях он использовал презрительные выражения, хотя, в отличие от своих современников, воздерживался от откровенно грубых и вульгарных.
Кальвин умел восхищаться природой и не раз писал об этом. Он любил музыку и поэзию, по причине чего ввёл в Женеве практику общинного пения. Его перу принадлежат несколько стихов и поэма.
На протяжении многих лет Кальвин ел только один раз в день и позволял себе очень мало спать. Он был чрезвычайно воздержан, отказывался от подарков и повышения жалования. После себя он оставил библиотеку и всего 250 золотых крон, которые разделил между родственниками и городской больницей. Епископ Садолето, когда проезжал через Женеву, был очень удивлён простотой жизни реформатора, а папа Пий IV признавал, что основная причина успеха Кальвина заключалась в том, что деньги не имели над ним никакой власти.

## Взгляды

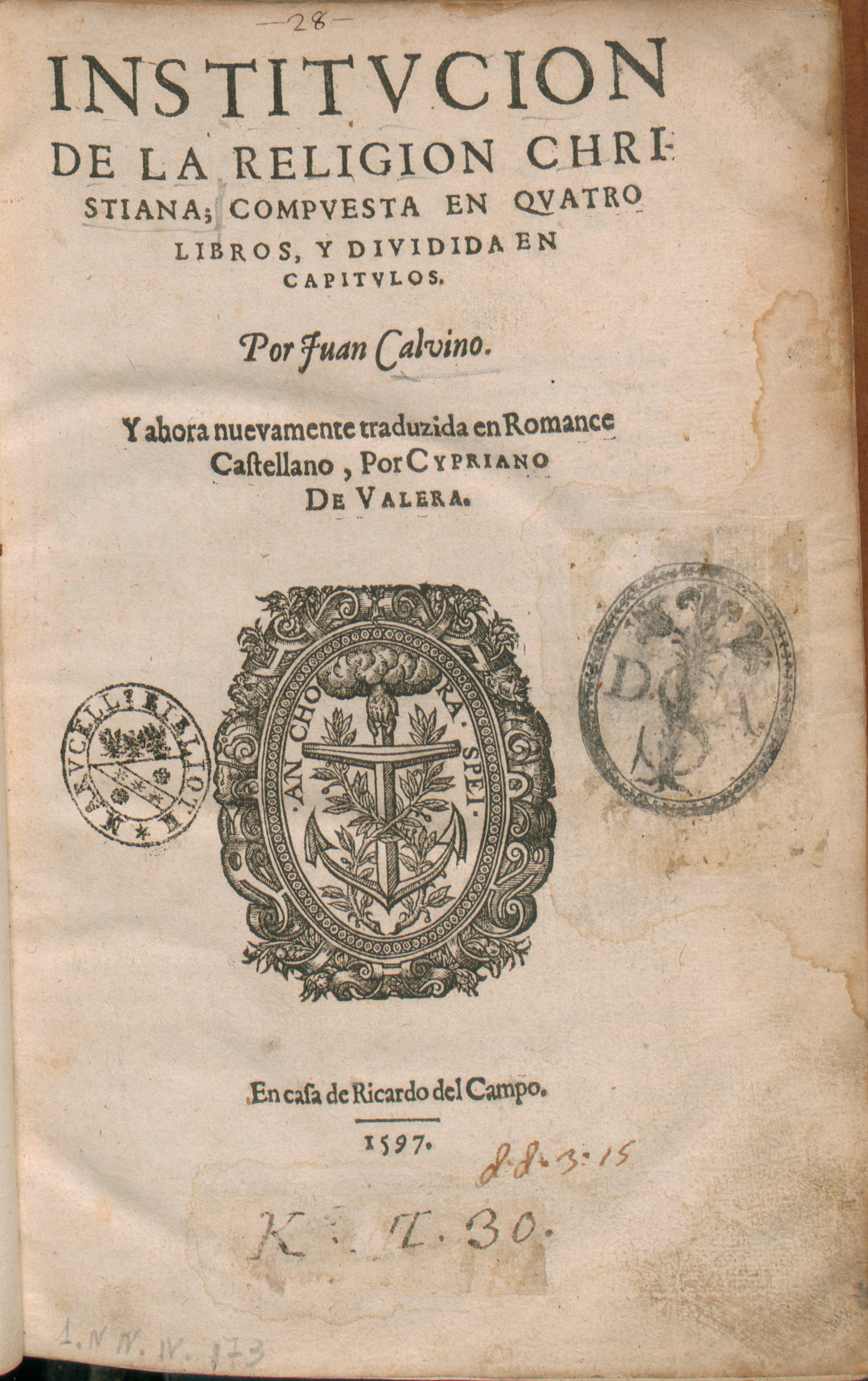
«Наставление в христианской вере» (Institutio christianae religionis) (1597)

В религиозном учении Кальвина трудно выделить одну центральную доктрину, из которой рациональным образом проистекали бы все остальные. Суть его богословия составляют несколько основополагающих идей. Многие авторы считают центральной доктриной учения Кальвина догмат о предопределении. Первыми эту мысль высказали Александр Швейцер и Фердинанд Баур. Низель, МакГрат и Парти не согласны с этим. Он видел свою цель в восстановлении учения ранней церкви и в том, чтобы всё христианское учение имело основание в Библии.
Кальвин учил, что знание человека о Боге приходит из нескольких источников. Первым источником является врождённое чувство Божественного. Вторым источником он называл природу, изучая которую, человек изучает Бога, потому что Он творец. Однако такое знание не достоверно, а искажено греховным мышлением людей. Поэтому, чтобы иметь правильное представление о Боге и уверовать, необходим третий, самый важный, источник знания о Боге: Библия. Кальвин был убеждён в истинности и божественном происхождении каждого слова в Библии и считал её единственным откровением Бога человеку. Он выступал против доктрины католической церкви о том, что авторитет Писания основывается на авторитете церкви. Напротив, он утверждал, что церковь авторитетна ровно настолько, насколько её учение соответствует Писанию. Вместе с тем, он признавал, что никаких человеческих аргументов никогда не будет достаточно, чтобы придать Библии такой авторитет, поэтому человеку необходима внутренняя убеждённость в её авторитете. Кальвин критиковал всех, кто утверждал, будто имеет особое откровение от Бога, отличное от Писания.
Кальвин, как и все реформаторы, был сторонником учений о Троице, Божественности Иисуса Христа и Святого Духа. Он считал недопустимым создавать какие-либо изображения Бога, будь то статуи или иконы. В противовес эпикурейцам он учил, что Бог через провидение руководит всем происходящим в мире, но отличал свои взгляды от учения стоиков о судьбе. Кальвин отрицал, что столь полный контроль над происходящим в мире каким-то образом пятнает Бога в тех ситуациях, когда Он управляет неправедными людьми и ангелами, потому что эти существа без действия Бога всё равно делали бы зло, но Бог направляет это зло к доброй цели. Отрицал Кальвин и вывод, что Бог является творцом греха, хотя и считал, что грехопадение было предопределено.

### Учение о человеке
Кальвин разделял учение о человеке на две части: то, каким человек был при сотворении и то, каким человек является сейчас. Относительно первого он утверждал, что в изначальной человеческой природе не было никакого порока:

В начале же все части души человека были превосходно согласованы и упорядочены, рассудок был здравым и целостным, а воля — свободной в выборе добра.— 
Устройство человека он понимал как двусоставное: человек состоит из тела и души. Он не рассматривал дух как отдельную составляющую человека, но отождествлял её с душой, а душу понимал как нематериальную часть человеческой сущности. Кальвин верил в бессмертие души, но считал, что душа бессмертна не сама по себе, а что её бессмертие поддерживается Богом.
По поводу нынешнего состояния человека Кальвин учил, что с момента грехопадения человек стал полностью испорченным и утратил свободную волю в смысле выбора между добром и злом:

Таким образом, как мы видим, признаётся, что человек обладает свободной волей, но не потому, что у него есть свобода выбора между добром и злом, а потому что он поступает по своей воле, а не по принуждению. Это безусловно верно. Но не глупо ли украшать столь незначительную вещь таким возвышенным именем? Хороша свобода — человека не принуждают служить греху, но он с такой готовностью отдаётся ему в добровольное рабство, что узы греха накрепко связывают его волю!— 
Таким образом, он учил, что по своей природе, сам по себе, человек не в состоянии ни желать добра, ни делать его. Если же человек при своей склонности ко греху делает добро, то это Кальвин приписывал милости Бога, которая помогает этому произойти. Но, по мнению Кальвина, даже добрые дела человека из-за их внутренних греховных мотивов обычно греховны. Ответственность человека за свой грех он признавал, поскольку к греху человек стремится добровольно. Он считал, что человеческий разум сильно повреждён грехом, поэтому человек хоть и редко заблуждается в общих суждениях, но допускает ошибки в том, что касается его самого.

### Учение о спасении и христианской жизни
Как и Лютер, Кальвин придерживался убеждения, что спасение человека возможно только верой в Иисуса Христа, однако считал, что вера оправдывает перед Богом не сама по себе. Оправдание человека зависит не от силы его веры, а от совершенных заслуг Иисуса Христа, которые вменяются верующему в него. Оправдание делами он считал совершенно невозможным по нескольким причинам. Во-первых, все самые добрые дела человека испорчены грехом в той или иной степени и заслуживают скорее наказания, чем похвалы. Во-вторых, даже если бы и нашлись одно или несколько полностью чистых дел у человека, то для оправдания делами необходимо, чтобы все поступки были полностью чистыми, и поэтому недостаточно совершить несколько чистых поступков. Кальвин понимал веру не как решение или выбор человека, а как дар и дело Святого Духа в человеке.
Обращение человека происходит путём покаяния. Под покаянием Кальвин понимал «подлинное обращение нашей жизни на путь следования Богу», которое сопровождается раскаянием. Кальвин выступал против идеи католических богословов о том, что прощение грехов нужно заслужить продолжительным покаянием, сопровождаемым различными аскетическими действиями и против доктрины об исповеди, настаивая, что отпускать грехи может только Бог, людям же это неподвластно. Он сильно критиковал и называл кощунством учение об индульгенциях, чистилище и молитвах за умерших, которые, по мнению католических теологов, спасают человека от ада. В противовес этому он учил, что Бог даёт прощение даром.
Кальвин учил, что христианская жизнь должна характеризоваться особой святостью и праведностью, потому что для этого Бог и спасает человека:

…зачем было избавлять нас от грязи и скверны, в которой мы пребывали, если мы хотим оставаться в ней всю жизнь?— 
Кальвин не имел в виду, что жизнь христианина должна быть полностью совершенной и безгрешной, но учил, что каждый верующий борется с грехами и становится всё более совершенным в праведности на протяжении жизни. Под праведной жизнью он понимал не только воздержание от грехов и совершение добрых дел, но и следующее. Во-первых, мышление христианина должно изменяться, ход его мыслей должен становиться всё более и более чистым. Во-вторых, верующий должен отречься от себя, он должен искать не приятное для себя, а то, что угодно Богу. Человек должен отдавать предпочтение сначала тому, насколько дело угодно Богу, а уж потом тому, насколько оно приносит удовольствие. Вместе с тем, он полемизировал со взглядами стоиков на страдание и удовольствие:

…нести крест не означает быть тупым и бесчувственным, как в прежние дни стоики неумно описывали мужественного человека, равнодушного к неудаче и успеху, к печали и радости, а точнее — бесчувственного, словно камень.— 
В противовес стоикам, Кальвин учил, что плакать, страдать или каким-то образом показывать свою боль не является грехом и невоздержанностью. Более того, он считал, что испытывать удовольствия, иметь развлечения и стремиться к ним — не предосудительно, если эти удовольствия не являются греховными сами по себе и если они не заставляют человека забыть о Боге. Он учил, что удовольствие греховно не само по себе, а только тогда, когда поглощает человека и уводит его от Бога.

### Учение о предопределении
В отношении того, почему некоторые люди спасаются, а другие нет, Кальвин придерживался идеи предопределения. Форма предопределения, которой он придерживался, носит название «двустороннего» и была им сформулирована так:

Предопределением мы называем предвечный замысел Бога, в котором Он определил, как Он желает поступить с каждым человеком. Бог не создаёт всех людей в одинаковом состоянии, но предназначает одних к вечной жизни, а других к вечному проклятию.— 
Он учил, что, подходя к этому вопросу, нужно быть чрезвычайно осторожным и не утверждать ничего кроме того, что Бог открыл в Библии. Всё остальное является тайной. Кальвин считал, что знание об этом учении необходимо и полезно, а иначе Библия не содержала бы информации о нём. Причиной избрания человека ко спасению, по его мнению, является тайное решение Бога, а не заслуги, достоинства или что-либо вообще, что есть в человеке. Причиной того, что некоторые люди предопределены к осуждению, являются не их злая натура или грехи, а воля Бога, и что Бог создаёт отверженных, чтобы явить свою славу. Грехопадение было предопределено и произошло по желанию Бога. Он отрицал, что такое положение вещей является несправедливым, так как именно Бог устанавливает понятие справедливости, и мы не в силах всё понять и объяснить несовершенным человеческим умом. Для Кальвина, однако, идея предопределения не предполагала, что человек может жить как угодно и всё равно спастись, если он избран. Он отрицал, что предопределённый к погибели человек спасётся, если будет прилагать к тому всё старание, поскольку оно само — дар Бога, который не даётся отверженным.
В отношении того, как Бог призывает человека ко спасению, он учил, что существуют всеобщий призыв и частный. Всеобщий призыв обращён ко всем людям, но всеми отвергается. Частный же призыв Бог обращает только к избранным, чтобы их спасти. Кальвин учил, что Бог может обратиться с частным призывом и к неизбранным, но просветить их на короткое время и потом оставить из-за неблагодарности. Избранные никак не могут знать о том, что они избраны (в том числе и по своим делам), пока не будут призваны и не обратятся. Тех же, кого Бог сотворил для осуждения, он либо лишает возможности и способности слышать его слово, либо эта проповедь их ожесточает.
Кальвин признавал, что ужасается той части этой доктрины, которая относится к предопределению к погибели, хотя и исповедует её. Он называл эту доктрину ужасным постановлением (лат. decretum horribile).

### Учение о церкви

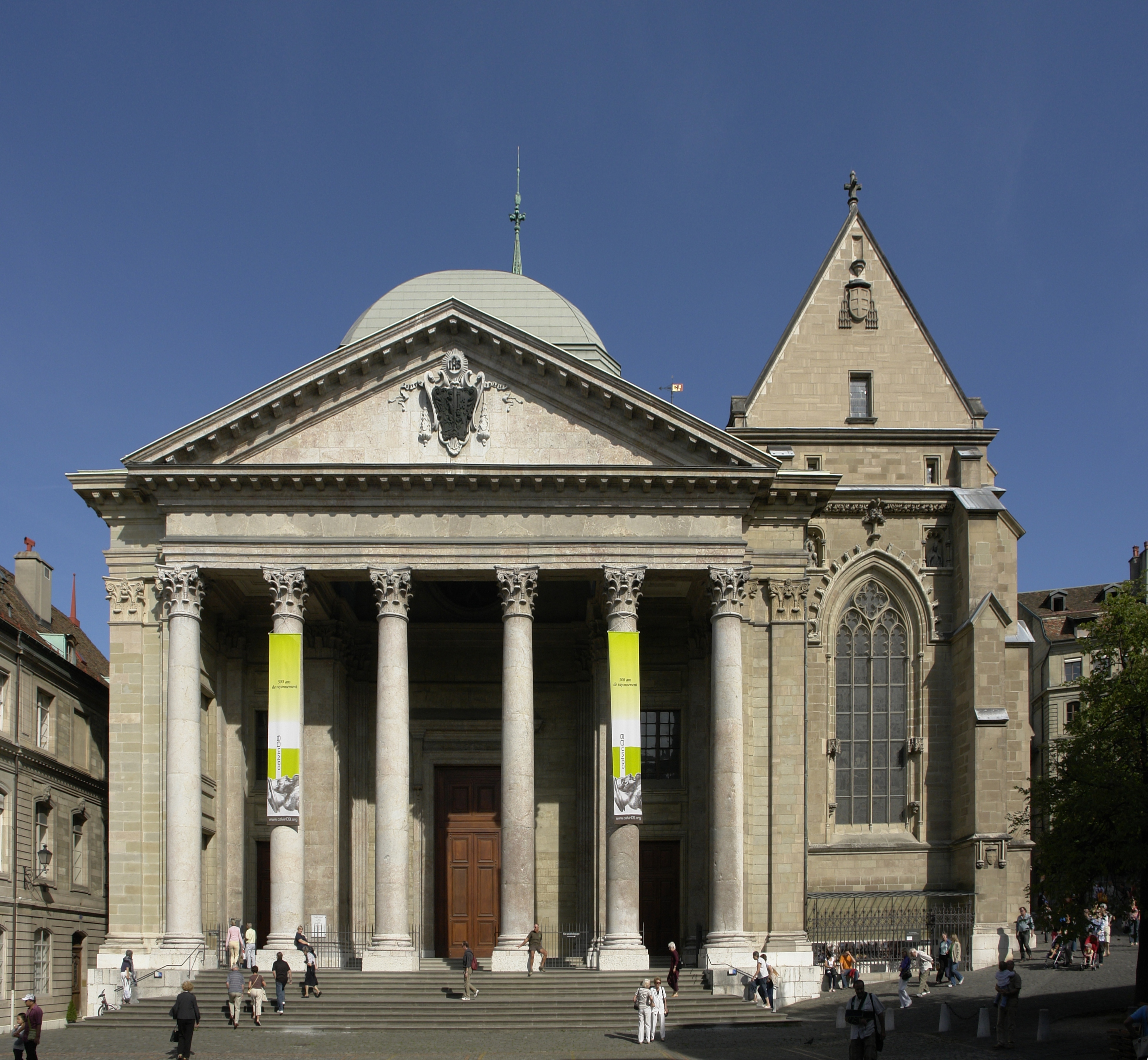
Собор Сен-Пьер в Женеве, в котором проповедовал Кальвин

Кальвин называл церковь матерью всех верующих, говоря, что «Церковь — мать всех тех, кому Бог — Отец», имея в виду, что церковь оказывает человеку поддержку на его пути к вечной жизни: принимает его в свои ряды, питает духовной пищей, удерживает от грехов и хранит. Кальвин разделял церковь на видимую и невидимую. Под невидимой (или вселенской) церковью он понимал всех когда-либо живших и живущих сейчас верующих. Под видимой (поместной) церковью он понимал отдельную общину верующих в каком-то конкретном месте на земле. Кальвин учил, что не всякая община, которая называет себя церковью, на самом деле ей является, и что необходимо проводить различие между истинной и ложной церковью. Он так формулировал признаки истинной церкви:

Вот, по каким признакам мы узнаём видимую Церковь: везде, где в чистоте проповедуется и выслушивается Слово Божье и где Таинства совершаются по установлению Христову, там, вне всякого сомнения, присутствует Церковь.— 
На основании этого он учил, что нельзя называть ложной церковью никакую общину, соответствующую этим условиям, даже если она имеет некоторые изъяны. Более того, этого нельзя делать, даже если у неё есть недостатки в учении и совершении таинств, потому что есть второстепенные (например, в каком месте между смертью и судом находится душа) и основные доктрины (например, божественность Христа). Если община не придерживается некоторых второстепенных доктрин, но придерживается основных, то она всё равно должна быть признана истинной церковью. На основании этих признаков Кальвин отказывался считать католическую церковь истинной. Он писал:

… нетрудно заключить, много ли в нём [папстве] осталось от Церкви. Вместо служения Слова — извращение его и ложь, которые глушат и замутняют ясность и чистоту учения. Вместо Вечери Господней — отвратительное святотатство. Богослужение полностью искажено всякого рода суевериями. Учение, без которого не может существовать христианство, погребено или отброшено. Собрания общин стали школами идолопоклонства и нечестия. Поэтому не стоит опасаться, будто мы, отказываясь от участия в этих кощунствах, порываем с Божьей церковью.— 
Кальвин выступал против главенства римского папы над церковью, доказывая, что единственным главой церкви является Иисус Христос, и отрицал право церкви утверждать новые догматы веры. Католическое духовенство он критиковал за развратную жизнь, пренебрежение своими обязанностями, коррупцию и симонию; выступал против назначения священнослужителей сверху, которые не учитывали предпочтений общины. Должности каноников, деканов, капелланов, прево и певчих он считал бесполезными и излишними. Он выступал против траты церковных денег на роскошную жизнь клира и пышное убранство храмов, доказывая, что эти деньги должны тратиться на помощь бедным и нуждающимся. Вместе с тем, он признавал, что, хотя католическая церковь и не является истинной, кое-что от истинной церкви у неё всё же присутствует.
Кальвин подразделял духовенство на пять категорий: апостолы, пророки, евангелисты, пастыри и учителя. Первые три он считал экстраординарными, а последние две — ординарными. Под экстраординарными категориями духовенства он понимал те, которые существовали временно, только до конца апостольского века, а потом были упразднены. Ординарными он называл те, которые существуют в церкви по сей день. Служение апостолов, по мнению Кальвина, заключалось в том, чтобы основать христианскую церковь, пророков — передавать людям новое откровение о воле Бога, евангелистов — основывать поместные общины через проповедь. Задача учителей заключается в том, чтобы формулировать и излагать вероучение общинам, а пастырей — совершать таинства, заботиться о дисциплине, наставлять верующих и исправлять их. Термины «епископ», «пресвитер» и «пастырь», по его мнению, означают одну и ту же должность. Кальвин выделял должность диакона, обязанностью которого были раздача милостыни и попечение о бедных. Диаконами могли становиться и женщины, в таком случае их называли диакониссами. Кроме этого, Кальвин считал необходимым создание в церквах консисторий— советов старейшин, которые бы осуществляли церковную дисциплину. Дисциплина осуществлялась через наставительные беседы и отлучение в случае неисправления виновного. Отлучение лишало человека права участия в евхаристии. Главной целью церковной дисциплины было не достижение определённого уровня чистоты общины, а предохранение евхаристии от участия в ней нечестивых людей. Кальвин не считал церковную дисциплину необходимым признаком истинной церкви, хотя и сомневался, что без дисциплины церковь может устоять.
Кальвин учил, что люди, избираемые на церковную должность, должны быть людьми святой жизни и придерживаться правильного учения. Человек, который избирается на должность, должен избираться другими священнослужителями, но при одобрении и согласии общины, которое должно осуществляться через голосование. Посвящение людей на церковную должность должно совершаться молитвой других священнослужителей с возложением рук.

### Отношение к таинствам
Кальвин выступал против католического понимания таинств и дал этому термину следующее определение:

Таинство есть внешний знак, которым Бог запечатлевает в наших душах обетования Своей доброй воли по отношению к нам, укрепляя тем самым нашу немощную веру. … Можно ещё короче определить, что такое таинство, сказав, что оно есть свидетельство благости Божьей по отношению к нам, подтверждённое внешним знаком и получающее ответное удостоверение в почитании Бога людьми.— 
Из семи таинств католической церкви Кальвин признавал только два — крещение и евхаристию, причём его понимание этих таинств также существенно отличалось от позиции католицизма. Главным недостатком католических крещения и евхаристии он считал то, что в них много пошлости, помпезности, обрядности и нет упоминания слова Божьего. Он не соглашался с идеей, что материальные элементы таинств (вода, хлеб, вино) сами по себе обладают какой-либо духовной силой. Кальвин учил, что эти вещи — ничто, и что они становятся действенными исключительно благодаря слову, которое проповедуется во время совершения таинства. Он сравнивал проповедь с документом, а материальные элементы таинства с печатью, которая прикрепляется к документу, чтобы подтвердить его содержание. Таким образом, таинства не являются ещё одним способом провозглашения духовных истин, наряду с проповедью, они являются лишь приложением к словам. И цель этого приложения — усилить эффект проповеди, благодаря тому, что проповедь мы только слышим, а материальные элементы можем также и видеть.
Кальвин выступал против догмата католической церкви о том, что крещение освобождает от первородного греха и смывает грехи человека. Он не разделял позицию Цвингли, который утверждал, что крещение является просто символом, знаком, которым человек заявляет перед всеми о том, что он принял веру. Кальвин считал, что таинство крещения заключает в себе несколько значений. Во-первых, крещение — подтверждение Богом того, что грехи крещаемого смыты кровью Христа. Во-вторых, крещение символизирует смерть человека для греха и его воскресение для праведной жизни. В-третьих, крещение — символ соединения верующего со Христом. Как католическая и лютеранская церкви, Кальвин защищал учение о крещении младенцев, критикуя позицию анабаптистов, которые считали, что крестить следует только в сознательном возрасте. Основным доводом Кальвина в этом вопросе является сходство между обрезанием в Ветхом завете и крещением в Новом. Он утверждал, что крещение является заменой обрезанию, поскольку имеет тот же смысл, и поэтому его нужно так же применять к младенцам, как и обрезание. Вместе с тем, Кальвин считал допустимым крестить только детей верующих родителей; те же люди, которые были родом не из христианских семей, допускались к крещению только в осознанном возрасте после соответствующего наставления.
В отношении евхаристии позиция Кальвина была следующей. Он выступал категорически против католической мессы, называя её «профанацией», «чудовищной мерзостью», «богохульством» и «недопустимым бесчестьем для Иисуса Христа». Догмат о том, что месса является жертвоприношением, необходимым для получения прощения грехов, он считал «отвратительным учением». Кальвин понимал евхаристию иначе, чем другие протестантские богословы того времени. Он отвергал не только католическое учение о пресуществлении, но и лютеровское учение о восуществлении, которое заключалось в том, что в момент евхаристии хлеб и вино в том или ином смысле превращаются в плоть и кровь Иисуса Христа. Также он был не согласен с Цвингли, который учил, что евхаристия является просто поминальным ужином, а формулировка «вкушать кровь и плоть Христа» означает просто веровать в него, хотя в остальном их взгляды были идентичны. Сам же Кальвин считал, что идея евхаристии заключается в том, что это таинство укрепляет веру человека в то, что Иисус Христос так же насыщает душу, как хлеб и вино насыщают тело, и что верующий в момент принятия таинства мистическим образом соединяется со Христом. Он отмечал, что «вкушать тело и пить кровь Христа» означает то, что Дух Святой чудесным образом «подключает» дух верующего ко Христу, соединяет с ним.
Остальные пять таинств Кальвин отвергал на том основании, что только Бог имеет власть устанавливать таинства, в то время как последние получили статус таинств от людей. Елеосвящение и священство Кальвин считал совершенно бесполезными. Католическую конфирмацию он называл видимостью таинства и предлагал заменить её соответствующим наставлением человека в вероучении, которое заканчивалось бы молитвой с возложением рук. В отношении покаяния и брака Кальвин настаивал на том, что эти обряды также таинствами не являются.

### Учение о государстве и «гражданском управлении»
Кальвин выступал против идеи анабаптистов о том, что христианин должен устраниться от всякого участия в общественной жизни, в частности, что он не должен занимать государственные должности, служить в армии и обращаться в суд. Он считал гражданское управление необходимым, как воздух и воду. Вместе с тем, он критиковал лютеранскую церковь Германии, где князья часто вторгались в жизнь церкви и пытались руководить ей.
Кальвин считал, что государственная власть является Божьим установлением и что через её посредничество Бог управляет миром. Он выделял несколько задач светской власти. Во-первых, светская власть должна была предотвращать распространение зла и обеспечивать общественное спокойствие. Во-вторых — защищать церковь и способствовать её деятельности. Обе цели взаимосвязаны: общественное спокойствие находится под угрозой, когда не соблюдаются заповеди Бога, а если в обществе происходят раздоры, то под угрозой находится публичное служение Богу. Таким образом, Кальвин учил, что государственная власть является помощницей церкви и её действия должны вести к тому, чтобы принести пользу христианству. Так, он считал, что власть должна поддерживать порядок и защищать граждан не потому, что человеческая жизнь сама по себе имеет наивысшую ценность, а потому что упорядоченное общество — основа мирного и эффективного существования церкви.
Кальвин выделял три формы государственного управления: монархию (господство одного человека), аристократию (господство лучших и виднейших) и демократию или народовластие, где власть принадлежит каждому из народа. Из этих трёх форм он отдавал предпочтение аристократии, потому что монархия легко превращается в тиранию, демократия — в анархию и мятеж, а при аристократии если кто-то из участников правительства станет стремиться возвыситься и стать тираном, то другие смогут его остановить. Он учил, что люди должны подчиняться любому начальству, которое над ними поставлено, вне зависимости от формы управления, потому что начальники являются своего рода уполномоченными заместителями Бога и правят по его милости. Кальвин утверждал, что граждане обязаны повиноваться не только добрым правителям, но также тираничным и жестоким. По его мнению, даже худшая тирания лучше, чем анархия, потому что она всё ещё в некоторым смысле поддерживает порядок. Единственным исключением из этого правила он называл ситуацию, когда правитель требует чего-то, что явно противоречит заповедям Бога. В такой ситуации следует отдать предпочтение последним, поскольку, требуя неповиновения Богу, правитель превышает свои данные Богом полномочия.
Кальвин считал допустимыми войны и участие в них христиан, но имел в виду войны оборонительные или же походы против «банд разбойников и мятежников, которые стремятся разрушить порядок и законность». Причём он учил, что если речь идёт о вооружённом выступлении против разбойников, то правители должны избегать войны так долго, пока не будут вынуждены к ней крайней необходимостью, и что правитель должен испробовать все другие средства, прежде, чем браться за оружие, в противном случае он злоупотребляет властью.

### Отношение к наукам
Кальвин уважительно относился к наукам, например к астрономии, медицине, анатомии и физике. Так, к примеру, он доброжелательно отзывался об анатомических исследованиях древнегреческого врача Галена. Кальвин выказывал восхищение книгам языческих писателей по таким дисциплинам как философия, диалектика, право, поэзия и риторика. Техническую изобретательность, умение логически мыслить и открывать законы природы он считал талантом и особой благостью Бога. Более того, он призывал своих последователей изучать науку независимо от того, являются ли учёные христианами, и утверждал, что наука помогает увидеть всемогущество Бога. Он писал:

… если Господь пожелал, чтобы нечестивые и неверные помогли нам овладеть физикой, диалектикой и другими дисциплинами, мы обязаны этим воспользоваться, чтобы не быть наказанными за небрежение, за презрение к Божьим дарам в том виде, в каком они нам предложены.— 
Кальвин, в отличие от других реформаторов, считал псевдонаукой астрологию. Он написал на эту тему трактат, в котором предостерегал против астрологических прогнозов и любых предсказаний, основанных на представлении о том, что судьба человека зависит от положения звёзд. Такие попытки он называл сатанинским и нечестивым обольщением и считал астрологию не просто бесполезной, но губительной практикой. Вместо этого он призывал изучать астрономию и законы движения небесных тел, потому что это занятие, по его мнению, приносит славу Богу. Кроме астрологии Кальвин высмеивал и алхимию.

### Участие в богословских спорах

#### Споры о предопределении
Учение Кальвина о двойном предопределении вызвало много споров, и многие богословы того времени (к примеру, Меланхтон) были не согласны с ним в этом вопросе, однако Кальвин упорно продолжал защищать данное учение.

##### Спор с Альбертом Пигием

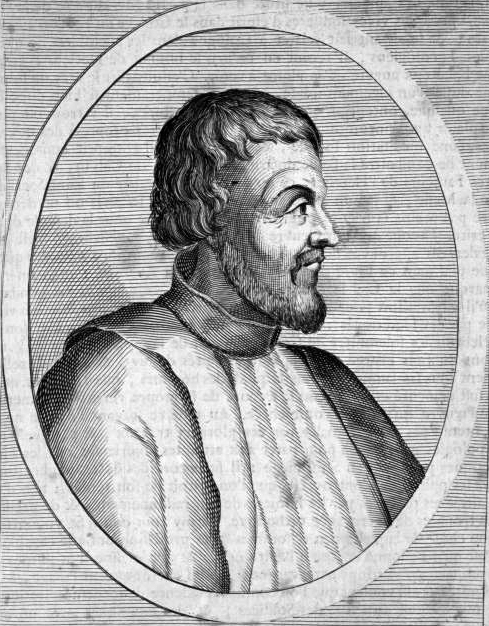
Альберт Пигий

Первым в спор с протестантами по вопросу предопределения вступил католический богослов Альберт Пигий. В своих трудах Пигий критиковал прежде всего позицию Лютера, ссылаясь на его труды. Богослов считал учение о предопределении и о рабстве человеческой воли главными заблуждениями Реформации и написал против них девять книг. В своих книгах Пигий также скопировал без разрешения Кальвина несколько страниц «Наставления», по причине чего последний называл его плагиатором. Аргументы Пигия против предопределения и рабства воли были следующими. Он считал, что эти учения противоречат здравому смыслу; противоречат общепризнанной свободе воли в светских и гражданских вопросах; разрушают нравственность и дисциплину; выставляют людей животными и чудовищами; делают Бога жестоким и творцом греха. Он считал что эти учения берут своё начало в идеях гностиков и Симона Волхва. Характер произведения Пигия был в целом полупелагианским и даже содержал некоторые элементы пелагианского учения.
В течение двух месяцев Кальвин написал свой ответ на аргументы Пигия. Он опроверг аргумент о происхождении данных учений от гностиков, указывая, что их придерживались такие отцы церкви, как, например, Августин. Далее, он согласился, что человек обладает свободой и действует добровольно, но при этом отрицал то, что человек может самостоятельно, без помощи Духа Святого, выбирать духовное благо. Кальвин писал в своём ответе, что свобода и принуждение человека сосуществуют и в этом нет противоречия. Ответ Кальвина оказал благоприятное впечатление на Тридентский собор, который под его влиянием осудил пелагианство и полупелагианство как ересь. После этого испанская инквизиция поместила книги Пигия в индекс запрещённых книг. В 1542 году Кальвин собирался ответить на вторую часть труда Пигия, но, узнав, что тот скончался, отказался от этого намерения.

##### Спор с Жеромом Бользеком
В 1550 году в Женеве появился бывший монах-кармелит Жером Эрме Бользек, который незадолго до этого был изгнан из герцогства Феррарского из-за своего несдержанного характера. Бользек ставил под сомнение учение о предопределении и считал, что Кальвин представляет Бога лицемером и покровителем преступников, который хуже сатаны. 8 марта 1551 года его вызвали в совет старейшин, где Кальвин лично пытался переубедить его, но безуспешно. После повторного нарушения Бользек предстал перед консисторией, где выступил, утверждая, что все люди являются предопределёнными, но причина, по которой спасаются только некоторые, заключается в свободной воле человека. Он отрицал возможность человека иметь заслуги перед Богом, что в глазах Кальвина было логическим противоречием. 16 октября 1551 года Бользек посетил пятничную конференцию в соборе Сент-Пьер, где публично перебил выступающего, заявив, что учение о предопределении является нечестивым и ложным и осыпав священнослужителей оскорблениями. Во время речи Бользека в собор пришёл Кальвин и выступил, приводя многочисленные цитаты из Библии и трудов Августина в поддержку своей позиции. Бользек был задержан лейтенантом полиции за оскорбление служителей и организацию общественных беспорядков. Священнослужители представили городскому совету 17 обвинительных статей, прося на их основании призвать Бользека к ответу. В ответ Бользек заявил, что Меланхтон, Буллингер и Бренц разделяют его позицию.
Тогда консистория сформулировала в пяти пунктах заблуждения Бользека и отправила их в Цюрих, Берн, Лозанну и Базель для рассмотрения. Среди этих заблуждений были следующие: не вера зависит от предопределения, а предопределение от веры; все люди одинаково предопределены ко спасению, потому что Божья благодать всеобщая; Бог ведёт к себе всех людей и покидает только сопротивляющихся. Эти пункты сопровождались письмом от Кальвина и служителей Женевы, в котором они высказывались о Бользеке в пренебрежительных высказываниях, обвиняя его в несдержанности и мошенничестве. Ответы швейцарских церквей в целом были в пользу Кальвина, но расходились с ним в вопросе предопределения к осуждению. 23 октября 1551 года Бользек был пожизненно изгнан из Женевы за пелагианство и подстрекательство к бунту, его угрожали высечь в случае возвращения. В 1552 году Кальвин написал трактат «О вечном Божьем предопределении», опубликованный под названием «Согласие женевских пасторов» (лат. Consensus Genevensis), в котором опровергал аргументы Бользека против предопределения. Помимо убеждений Бользека, этот трактат, по сути, опровергал и вторую часть произведений Пигия. Поведение Кальвина во время этого спора было встречено неодобрением Меланхтона, Буллингера и служителей Берна, которые упрекали его за чрезмерное рвение и суровость. В 1577 году, через 13 лет после смерти Кальвина, в попытке отомстить, Бользек написал книгу «Жизнь Кальвина», которая содержит ряд клеветнических утверждений, направленных против реформатора.

#### Споры о евхаристии
Вопрос о понимании евхаристии был главным в разногласиях между Лютером и Цвингли, но спор был разрешён в 1540 году для Германии и в 1549 году для Швейцарии, когда в Аугсбургском исповедании и в Цюрихском согласии было принято промежуточное понимание данного вопроса, выработанное Кальвином, Буллингером и Меланхтоном. Спор, однако, возобновился в 1552 году благодаря вмешательству лютеранского богослова Иоахима Вестфаля.

##### Спор с Иоахимом Вестфалем

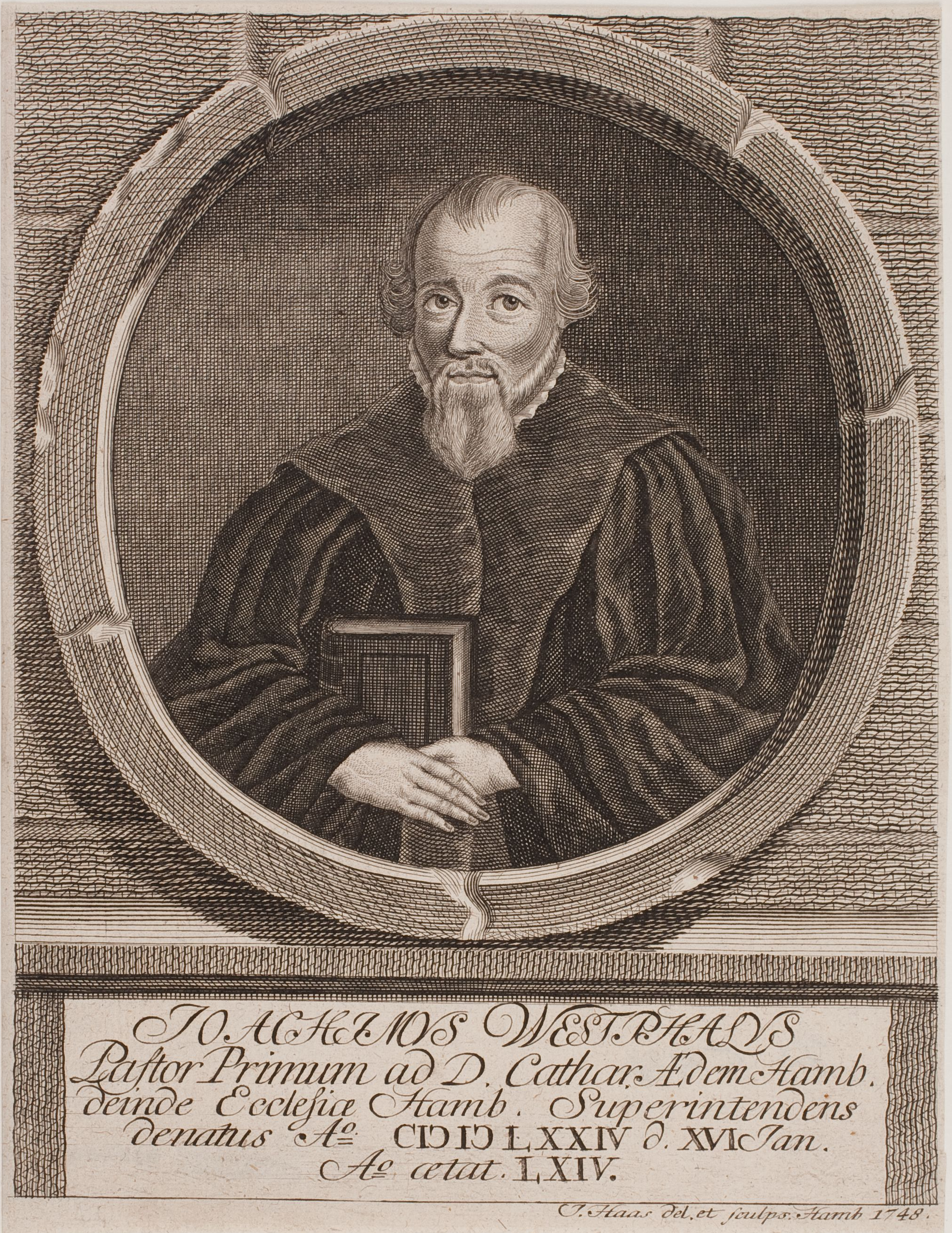
Иоахим Вестфаль

В 1552 году Вестфаль опубликовал трактат, в котором защищал позицию Лютера о евхаристии. Мнение Кальвина и Цвингли по этому вопросу он называл сатанинскими богохульствами, против которых нужно бороться военной силой. В 1553 году он выпустил второй, более объёмный трактат, так как на первый швейцарские реформаторы никак не отреагировали. В нём он открыто призвал лютеран сопротивляться учению Кальвина и осыпал своих оппонентов различными оскорблениями. Так, Буллингера он называл «цюрихским быком», а Кальвина — «женевским тельцом». Когда группа протестантов под предводительством друга Кальвина Яна Ласки бежала из Англии от преследований Марии Кровавой и искала убежища на датских и немецких берегах, то Вестфаль настраивал против них народ, прославлял прибрежных жителей, которые не позволяли им пристать к берегу, и называл беженцев мучениками диавола. В мае 1554 года известия об этом дошли до Швейцарии. В ответ, в 1555 году, Кальвин опубликовал памфлет «Защита здравого и ортодоксального учения о таинствах, как оно изложено в Цюрихском согласии». В памфлете Кальвин опровергал доводы Вестфаля без называния имён. Вестфаль ответил трактатом, который в три раза превышал размер кальвинского памфлета. В этом трактате он жаловался на недостойное обращение, отрицал намерение нарушить мир в церкви, но повторял все свои обвинения против Кальвина и его сторонников. В январе 1556 года Кальвин ответил на этот трактат памфлетом «Вторая защита», в котором уже открыто высказывался против Вестфаля; предисловие содержало обращение к церквям Германии. Вестфаль ответил двумя произведениями: одним против Кальвина, другим против Ласки. Он послал письма во все основные города Северной Германии, с призывом к ним выступить против Цюрихского согласия. Все полученные ответы он опубликовал в 1557 году в Магдебурге. В ответ на эти нападки Кальвин в том же году выпустил «Последнее увещание к Вестфалю». Вестфаль продолжал спорить, но Кальвин прекратил отвечать и предоставил продолжение дискуссии Безе.
Кроме Кальвина и Вестфаля, в этом споре принимали участие и многие другие богословы: на стороне Вестфаля — Иоганн Тиман, Шнепф, Альбер, Галл, Иудекс, Бренц и другие, на стороне Кальвина — Ласки, Окино, Полан, Библиандер и Беза. Суть спора касалась не факта реального присутствия тела Христа в хлебе, с которым Кальвин соглашался, а трёх второстепенных вопросов: способа присутствия тела Христа в хлебе, вездесущности тела Христа и того, принимают ли недостойные причащающиеся только хлеб и вино или же действительно причащаются к истинным телу и крови Христа. Кальвин отрицал вездесущность тела Христа и то, что недостойные принимают его тело и кровь. Спор вызвал широкий резонанс и в результате Пфальц, Гессен, Бремен, Ангальт и правящая династия Пруссии перешли на сторону реформатской церкви. Позднее реформатская церковь Германии была официально признана Вестфальским договором.

##### Спор с Тилеманом Гезгузием
Завершившийся спор с Вестфалем получил некоторое продолжение после того, как Тилеман Гезгузий, лютеранский суперинтендант Пфальца на Рейне, написал в 1559 году книгу «О присутствии тела Христа на вечере Господней». Буллингер передал эту книгу Кальвину и попросил ответить на её аргументы. Вначале Кальвин не хотел тратить время на написание опровержения, но в конце концов написал краткий анализ работы Гезгузия, который был опубликован в 1561 году. В этом памфлете он повторил несколько аргументов, которые ранее уже приводил Вестфалю, и укорял Гезгузия за то, что тот в своей книге порочит память своего покойного учителя Меланхтона. После этого ответа Кальвин передал право спора Безе, который ответил на «Защиту» Гезгузия ещё двумя трактатами.

## Сочинения

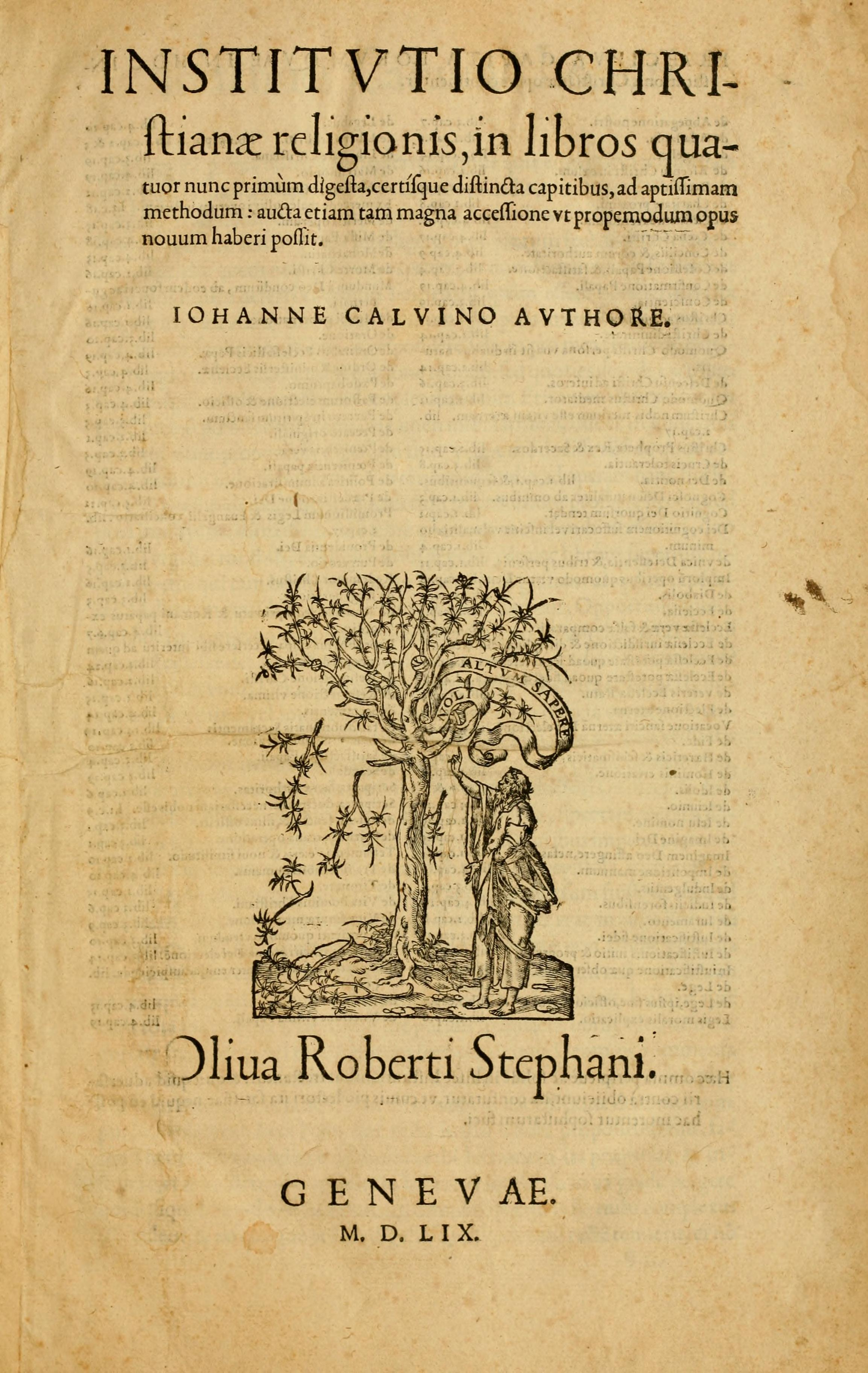
«Наставление в христианской вере», Женева, 1559

Кальвин, несмотря на свою короткую жизнь и слабое здоровье, стал одним из наиболее плодовитых авторов в истории церкви. Он одинаково изящно писал на двух языках — латыни и французском. Из-за того, что Кальвин, как и гуманисты, испытывал неприязнь к богословам-схоластам, которые создавали труды по систематическому богословию, его произведения написаны в другом стиле. Кальвин писал в гуманистическом стиле, он больше делал упор на ясность изложения, а не на чётко систематизированную структуру. Вместе с тем, его произведения отнюдь не лишены внутренней упорядоченности и согласованности.
Труды Кальвина можно разделить на десять категорий:
1. Экзегетические труды:
  - Комментарии на Пятикнижие и книгу Иисуса Навина, Псалтырь, книги Больших и Малых пророков; гомилии по 1 книге Царств и книге Иова; комментарии ко всем книгам Нового Завета, кроме Апокалипсиса.
2. Доктринальные труды:
  - Institution de la Religion Chrestienne (1536, 1539, 1559; на латинском и французском), «Наставление в христианской вере»
  - Confession de la foy (1536), «Исповедание веры» Женевы
  - Instruction et confession de la foy (1537), «Наставление в вероисповедании» — первоначальный вариант катехизиса
  - Catechisme (1542), «Катехизис»
  - Catechisme (1545), «Катехизис»
  - Краткий трактат о вечере Господней (1541; на латыни и французском)
  - Галликанское исповедание (1559 и 1562; на латыни и французском)
  - Цюрихское согласие[англ.] (1549, 1551; на латыни и французском)
  - Consensus Genevensis (1552; на латыни и французском), «Согласие женевских пасторов»

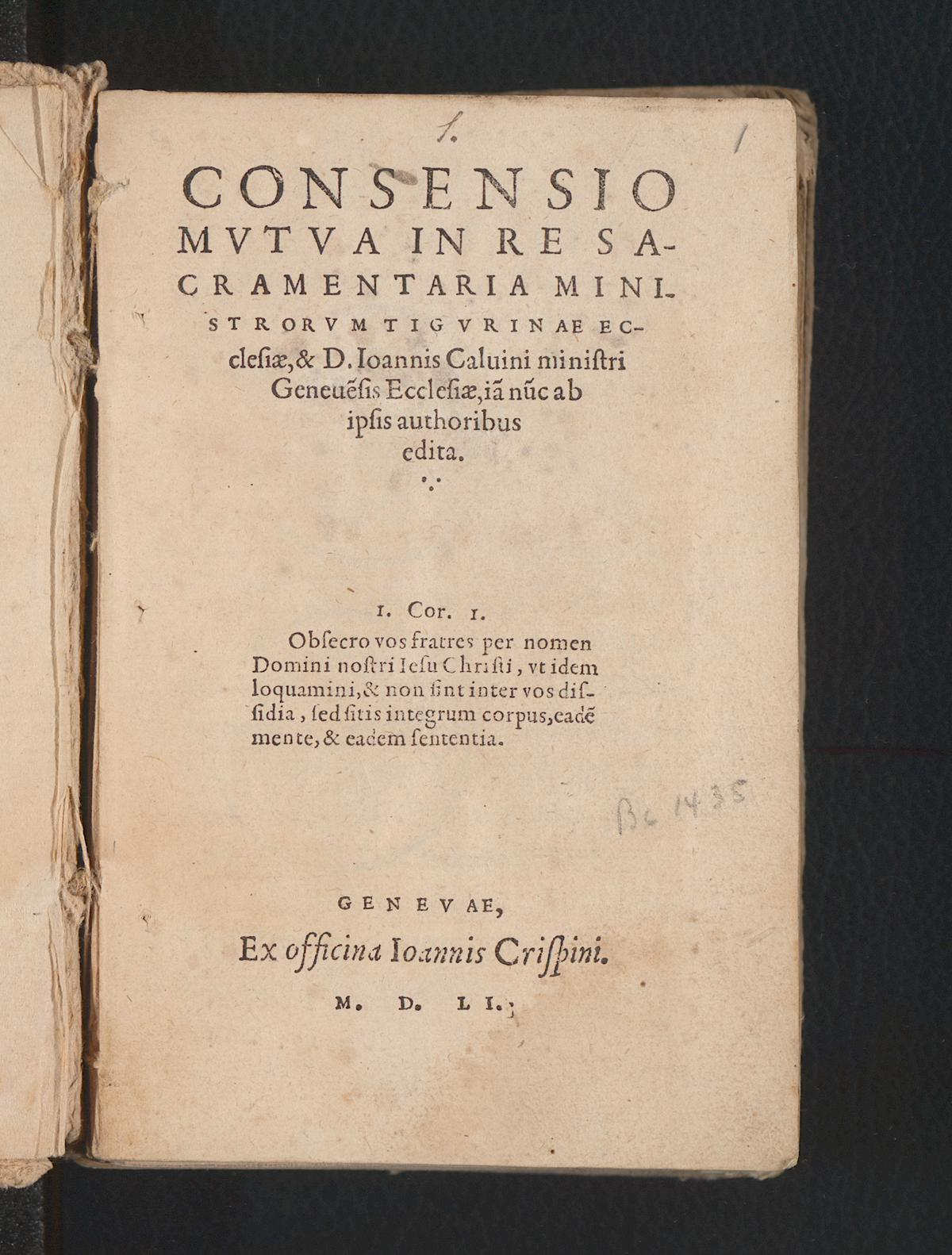
«Цюрихское согласие» (1551), титульная страница

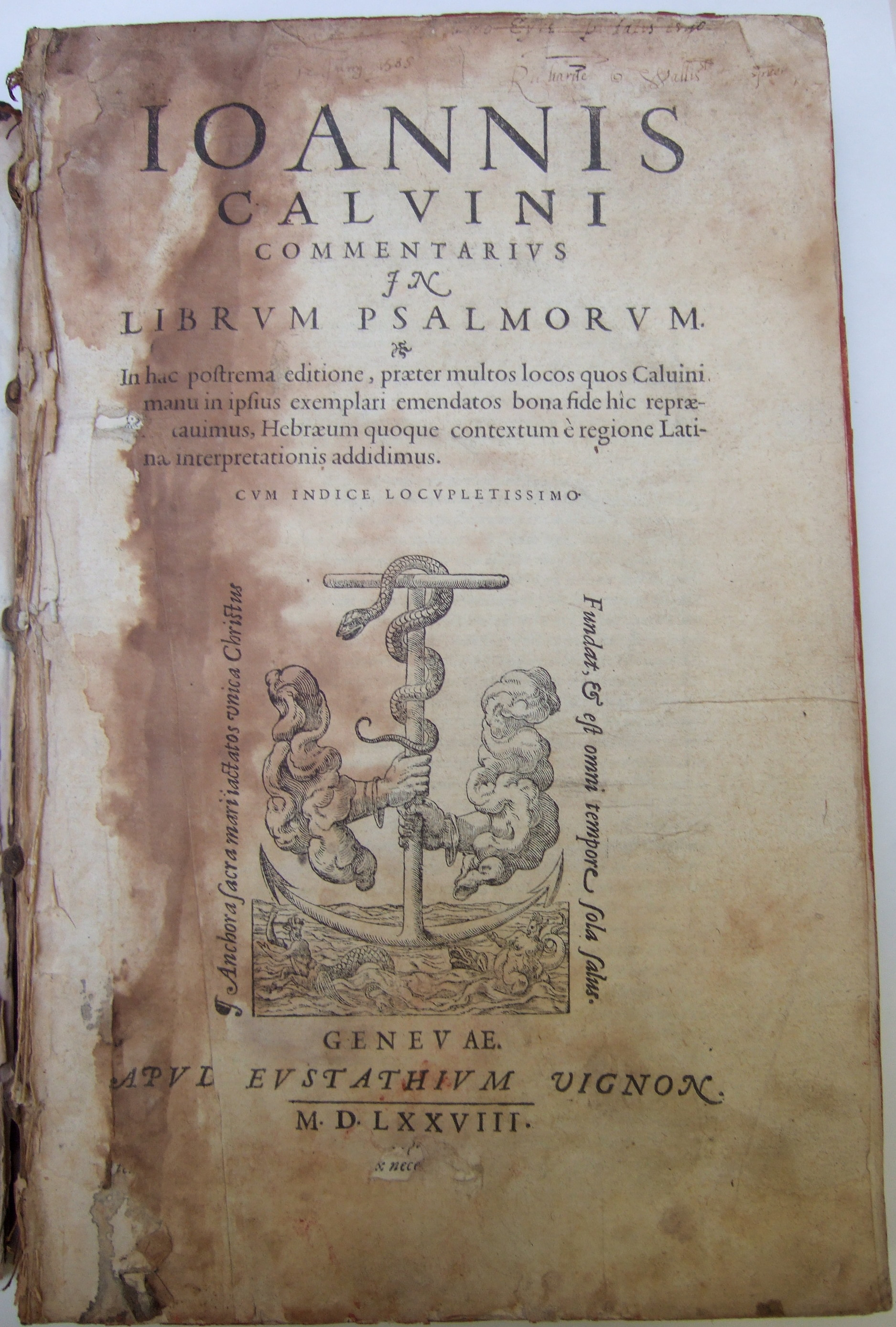
«Женевский псалтырь» с комментариями Кальвина (1578)

1. Полемические и апологетические труды:
  - а) Против Римско-католической церкви:
    - Ответ кардиналу Садолето (1539)
    - Против Пигия, о свободе воли (1543)
    - О поклонении реликвиям (1543)
    - Против преподавателей Сорбонны (1544)
    - О необходимости Реформации (1544)
    - Против Тридентского собора (1547)

  - б) Против анабаптистов:
    - Psychopannychia[англ.] (1534), «О сне души»
    - Краткие наставления против заблуждений секты анабаптистов (1544)

  - в) Против либертинов:
    - Adversus fanaticam et furiosam sectam Libertinorum qui se Spiritualed vocant (1545)

  - г) Против антитринитариев:
    - Defenso orthodoxae fidei S.Trinitatis adversus prodigiosos errores Serveti (1554), «Защита ортодоксальной веры в Св. Троицу против пагубных ошибок Сервета»
    - Responsum ad Quaestiones G.Blandatrae (1558), «Ответы на вопросы Г.Бландатрэ»
    - Adversus Valentinum Gentilem (1561), «Ответ Валентину Гентилю»
    - Responsum ad nobiles Fratres Polonos de controversia Mediatoris (1561)
    - Brevis admonitio ad Fratres Polonos ne triplicem in Deo essentiam pro tribus personis imaginando tres sibi Deos fabricent (1563)

  - д) Защита учения о предопределении против Бользека (1554) и Кастеллиона (1557).
  - е) Защита учения о евхаристии:
    - Defensoines (1555, против Иоахима Вестфаля), «Защита»
    - Defensoines (1556, против Иоахима Вестфаля), «Защита»
    - Admonitio ultima (1557, против Иоахима Вестфаля), «Окончательное увещание»
    - ad discutiendas Heshusii nebulas (1561, против Гезгузия), «Для рассеивания тумана, напущенного Гезгузием»
2. Церковные и литургические труды:
  - Articles sur le Goverment de l’Eglise (1537) «Статьи об управлении церковью»
  - Церковные ордонансы (1541)
  - Формула клятвы священнослужителей (1542)
  - Правила заключения брака (1545)
  - О посещении церквей в стране (1546)
  - Правила крещения (1551)
  - Академические законы (1559)
  - Церковные постановления и академические законы (1561)
  - Литургические молитвы.

1. Проповеди и гомилии:

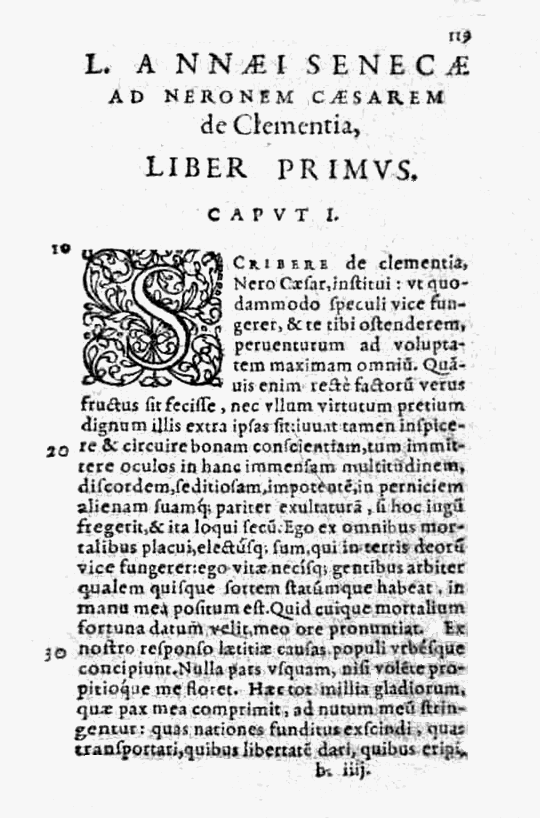
Комментарий на произведение Сенеки De Clementia (1532)

  - 44 тома проповедей, составленные из записей Дени Рагенье[комм. 17].
2. Малые трактаты:
  - Академическая речь для Николя Копа[англ.] в Париже (1533)
  - Против астрологии (1549)
  - О некоторых распрях (1550)
3. Consilia о разных доктринальных и полемических вопросах.
4. Письма:
  - Заполняет 10 томов изданий его трудов, приводится более 4000 писем от Кальвина и к нему.
5. Поэтические:
  - Гимн Христу
  - Вольные метрические переложения нескольких псалмов
  - Поэма Epinicion Christo cantatum (1541)
6. Различные другие произведения:
  - Комментарий на произведение Сенеки De Clementia (1532)
  - Перевод Loci Меланхтона на французский с предисловием (1546)
  - Предисловие к французской Библии Оливетана (1535)

Многие книги были посвящены правителям государств. Например, комментарий к посланиям апостолов Кальвин посвятил датскому королю Кристиану IV, комментарий к 12 малым пророкам ― Густаву Вазе Шведскому, труд «О необходимости реформы в церкви» — императору Карлу V. А в начале своего главного труда — «Наставление в христианской вере» (первое издание, 1536) — реформатор написал обращение королю Франции Франциску I.

## Влияние идей Кальвина

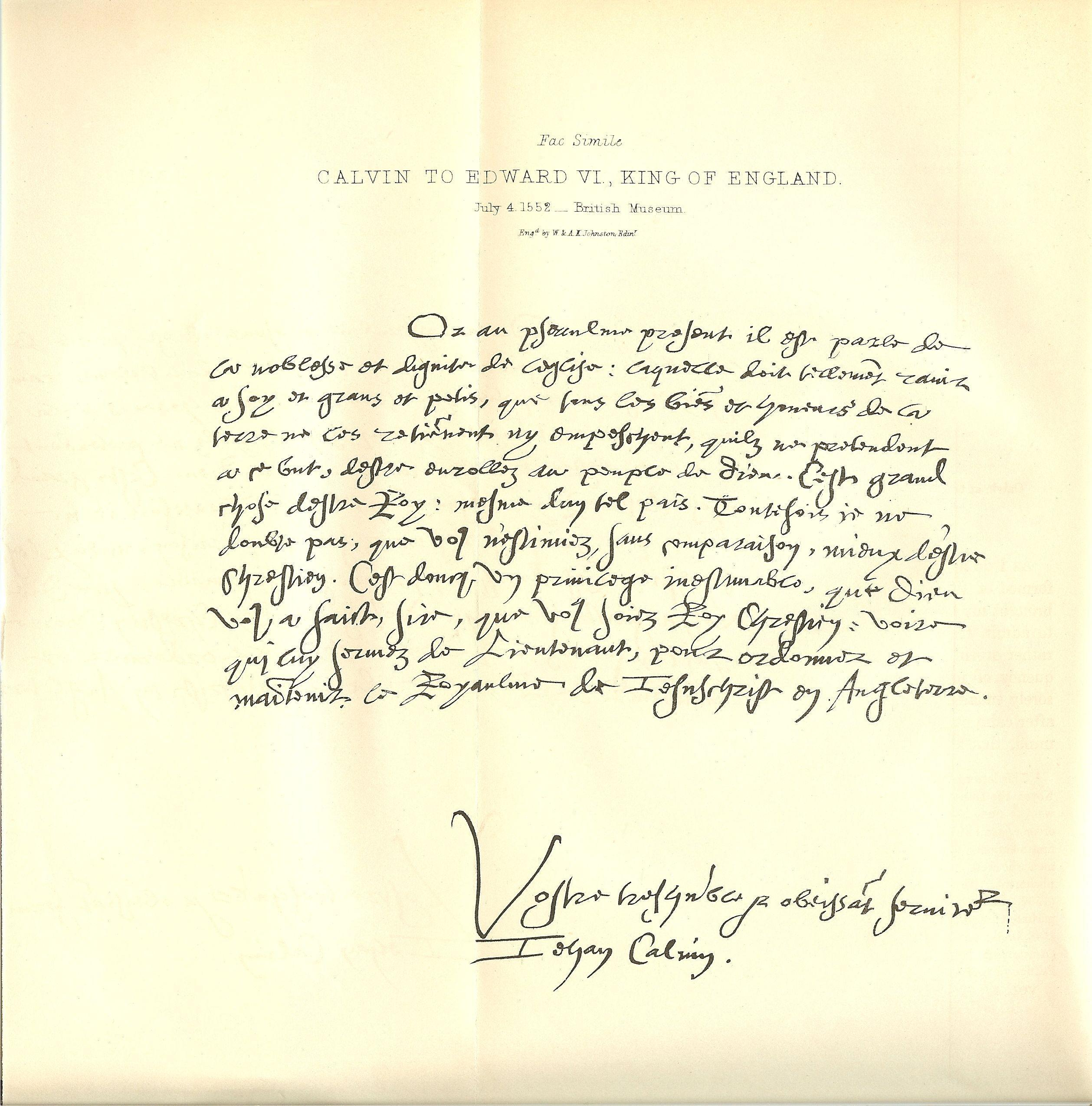
Письмо Кальвина королю Эдуарду VI от 4 июля 1552 года

Кальвин вёл обширную переписку практически со всеми значимыми фигурами Европы. Он переписывался с правителями: королевой Маргаритой Наваррской, королём Речи Посполитой Сигизмундом II Августом, герцогиней Рене Феррарской, курфюрстом Пфальца Отто Генрихом, герцогом Кристофером Вюртембергским; с государственными деятелями, среди которых были: герцог Сомерсет, регент Англии, князь Николай Радзивилл Чёрный из Великого княжества Литовского, адмирал Колиньи из Франции; со всеми жившими тогда реформаторами: Меланхтоном, Буцером, Буллингером, Фарелем, Вире, Кранмером, Ноксом; у него была большая переписка с обычными верующими, которым он слал письма утешения и наставления.
Учение Кальвина оказало влияние на протестантские церкви всей Европы и впоследствии Северной Америки: Швейцарию, Францию, Германию, Польшу, Великое княжество Литовское, Чехию, Венгрию, Голландию, Англию, Шотландию, США.
История французского протестантизма вплоть до 1564 года так неразрывно связана с именем Кальвина, что его можно считать главой французской Реформации. Он посылал во Францию пасторов, которые основывали новые общины, способствовал созданию в них консисторий, призывал швейцарские кантоны и князей Шмалькальденской лиги ходатайствовать за преследуемых гугенотов, написал обращение к королю Франции Франциску I, а также был автором первого французского протестантского символа веры — Галликанского вероисповедания 1559 года.
Кальвин способствовал объединению протестантов с французскими вальденсами. Когда во Франции вновь начались преследования на некатоликов, он принял в Женеве 4000 вальденсов, обеспечив их всем необходимым. По его инициативе швейцарские кантоны ходатайствовали за вальденсов перед королём. Кальвин даже сам хотел поехать на встречу с королём в Париж, но ему помешала болезнь. Вальденское вероисповедание 1655 года было основано на реформатском Галликанском вероисповедании. Многие активные вальденские пасторы получили богословское образование в Женеве и Лозанне.

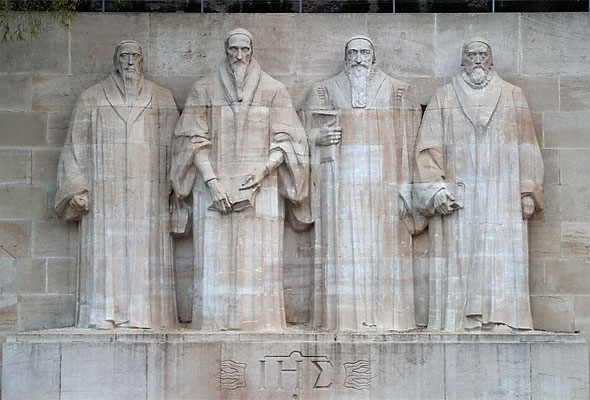
Стена Реформации в Женеве: Гийом Фарель, Жан Кальвин, Теодор Беза, Джон Нокс

Кальвин провёл 3 года в немецком Страсбурге, трудясь в тесной связи с лютеранской церковью. Он с живым интересом наблюдал за ходом Реформации в Германии, был близким другом Меланхтона, подписал Аугсбургское вероисповедание (1541). Под его влиянием в кальвинизм обратился курфюрст Пфальца Фридрих III, который сделал кальвинизм государственной религией. Кальвинская форма церковного устройства была позаимствована многими лютеранскими церквами. Впоследствии Германия всячески поддерживала гугенотов, а в 1817 году там был создан Евангельский союз лютеранских и реформатских церквей Пруссии.
Кальвинизм получил широкое распространение в Нидерландах. Так, например, в 1561 году там было принято Бельгийское исповедание, пересмотренное самим Кальвином. Кальвинизм сыграл важную роль и в борьбе Нидерландов за независимость от Испании. Многие лидеры Нидерландской революции, такие как Вильгельм Оранский и его сын Морис, были кальвинистами.
Идеи Кальвина произвели сильное впечатление на английских богословов. Ещё в 1548 году реформатор начал переписку с герцогом Сомерсетом, а также с архиепископом Кранмером, с предложениями по проведению богослужений и реформированию церкви. К большинству советов Кальвина прислушались. Во время правления Марии I многие английские кальвинисты нашли приют в Женеве, а затем вновь вернулись на родину. «Наставление в христианской вере» преподавалось в университетах, а комментарии Кальвина на книги Библии на протяжении нескольких веков были самыми авторитетными для английских богословов. Ещё более сильным и глубоким было влияние Кальвина в Шотландии: оно распространилось не только на учение, но также на церковные практику и дисциплину. Ученик Кальвина Джон Нокс основал Пресвитерианскую церковь Шотландии и выступил за независимость Шотландии во время правления Марии I. В XVII веке пресвитериане совместно с пуританами создали Вестминстерское исповедание, которое оказало большое влияние на церкви конгрегационалистов, индепендентов, баптистов и других деноминаций по всему миру.

### Кальвин и кальвинизм
Термин «кальвинизм» был впервые употреблён лютеранином Иоахимом Вестфалем в ходе его спора с Кальвином для того, чтобы обозначить взгляды Кальвина и швейцарских реформаторов. Данный термин достаточно быстро стал популярным и общеупотребительным. Изначальной целью этого термина была дискредитация идей Кальвина в Германии. Кальвин ещё при жизни протестовал против использования термина «кальвинизм» для обозначения идей швейцарской реформации.
Уже в первое столетие после смерти Кальвина его идеи претерпели некоторые изменения. В частности, реформатские богословы стали в большей или меньшей степени делать акцент на доктрине предопределения, в то время как у самого Кальвина данный акцент отсутствовал. Это было связано с изменением методологического подхода к богословию. Если Кальвин придерживался индуктивного (аналитического) подхода, то его последователи (в частности Беза) частично перешли к дедуктивному (синтетическому) методу. В результате доктрина о предопределении стала рассматриваться как один из аспектов учения о Боге, хотя Кальвин выводил её из учения о спасении. Другим следствием стало появление доктрины ограниченного искупления, которая не присутствует ни в одном из трудов Кальвина. Впоследствии данное изменение послужило одной из причин раскола среди кальвинистов Нидерландов, когда Якоб Арминий выступил против ограниченного искупления и предопределения. Арминий и ремонстранты считали, что правильным подходом к богословию является индуктивный подход. Последователи Кальвина иначе смотрели и на некоторые другие вопросы: так, несмотря на то, что сам реформатор выступал категорически против вооружённого восстания против власти, многие реформаты были участниками восстаний и революций.
Сегодня существуют три основных подхода, которые описывают взаимосвязь идей Кальвина и реформатского богословия:
1. Догматический подход. Этот подход появился в XIX веке, он рассматривает историю развития реформатской теологии с точки зрения предопределения как центральной догмы. Его сторонники считают все доктрины кальвинизма вытекающими из доктрины о предопределении. Согласие с доктриной двустороннего предопределения, по их мнению, и определяет, насколько та или иная форма реформатства ортодоксальна[360].
2. Подход «Кальвин против кальвинистов». Этот подход рассматривает развитие реформатской теологии как отход от первоначальных идей Кальвина и от его методологии (возвращение последователей реформатора к схоластическим методам). Сторонники данного подхода считают, что последователи Кальвина исказили его идеи и сделали кальвинизм рациональным и чисто умозрительным[361].
3. Подход исторической переоценки. Данный подход, основываясь на исследованиях исторического фона Реформации, оспаривает названные выше. Этот подход отрицает, что развитие кальвинизма сопровождалось наличием какой-либо центральной доктрины (например, предопределения). Он рассматривает ортодоксальное реформатское богословие не как сумму идей Кальвина, а как сумму идей всех швейцарских реформаторов[362]. Так, к примеру, Макграт и Трумэн считают, что реформатское богословие нельзя рассматривать как результат идей одного лишь Жана Кальвина[363]. Трумэн указывает, что труды Кальвина никогда не имели нормативного статуса в реформатской традиции, как труды Лютера имеют его в лютеранской. Вместо этого нормативный статус имели различные вероучения, такие как Бельгийское исповедание, каноны Дортского синода, Вестминстерское исповедание. Все эти труды не являются изложением идей одного человека, в частности Кальвина[364]. На это также обращает внимание Мюллер[365]. Макграт отмечает, что на развитие кальвинизма оказали сильное влияние мыслители, которые сами не были последователями Кальвина (Пётр Мартир Вермильи, Джироламо Занчи), хотя их идеи и были схожи со взглядами реформатора[366]. В настоящее время данный подход считается наиболее взвешенным и аргументированным[367].

### Кальвин и становление капитализма

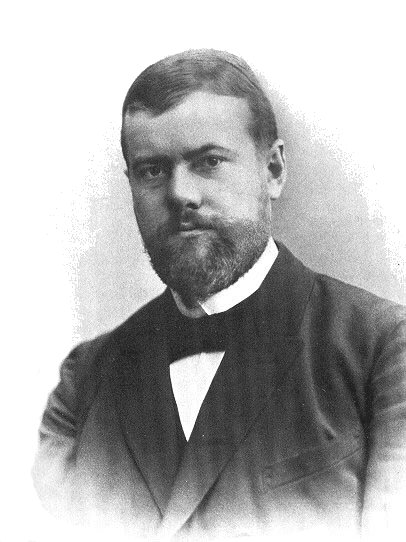
Макс Вебер

В 1905 году Макс Вебер в своём труде «Протестантская этика и дух капитализма» выдвинул тезис, что идеи Кальвина оказали значительное влияние на появление и развитие капитализма. Его тезис заключается в следующем. Одним из учений кальвинизма было учение о выполнении так называемого профессионального долга. Под профессиональным долгом понимается максимально качественный труд человека в рамках своей профессии, выполнение которого способствует рациональному преобразованию окружающего мира, которое, в свою очередь, приносит славу Богу. Каждый кальвинист стремился обрести уверенность в том, что он является избранным, а такую уверенность он мог иметь, если в его жизни проявлялось поведение, которое коренным образом отличалось от поведения неизбранного человека. Под влиянием этого каждый кальвинист был склонен к старательному контролированию своего поведения и его преобразованию. Наиболее важными аспектами преобразованного стиля жизни были успешное выполнение профессионального долга и рациональное использование его результатов. Получалась следующая цепь: профессиональный долг приводил к рациональному отношению к прибыли, что, в свою очередь, предотвращало её пустую трату, что, в конечном итоге, вынуждало производительно использовать прибыль в качестве инвестируемого капитала. Таким образом, последователи идей Кальвина видели свой долг перед Богом в труде и интенсивном предпринимательстве.
Холдер считает, что Вебер делал выводы не столько из идей самого Кальвина, сколько из идей, свойственных учениям, появившимся позднее. Вместе с этим он признаёт, что косвенно идеи Кальвина оказали положительное влияние на развитие капитализма. Ганоци также считает, что имеющихся данных недостаточно, чтобы считать Кальвина «отцом капитализма», но появившаяся на основе его идей пуританская трудовая этика внесла значительный вклад в развитие капиталистических отношений. Стивенсон замечает, что вывод Вебера игнорирует события в других частях Европы, которые также способствовали появлению капиталистических отношений. Также он указывает на то, что сам Кальвин не считал, что мирской успех свидетельствует об избрании. При этом он не отрицает, что наследие Кальвина положительно сказалось на трудовой этике протестантов. Также отмена большинства церковных праздников и монашества привела к тому, что люди количественно работали больше, а это, в свою очередь, увеличивало прибыль.
По мнению Макграта, учение Кальвина оказало двоякое влияние на становление капитализма. Во-первых, оно помогло устранить препятствия для его развития, например, религиозные представления Средневековья о накоплении капитала. Во-вторых, оно создало благодатную почву для формирования взглядов, которые способствовали развитию капитализма. Такие буржуазные ценности, как трудолюбие, настойчивость, усердие и посвящённость получили религиозное обоснование, труд перестал считаться неприятным и унизительным занятием, а, наоборот, возвышенным и достойным делом. Как полагает Макграт, в результате нового взгляда на труд и его результаты, кальвинисты ещё в XVI веке стали носителями экономического прогресса на Западе.
Согласно некоторым исследованиям, протестантизм оказал положительное влияние на экономическое развитие соответствующих модернизирующихся социальных систем, но не столько через «протестантскую этику» (как считал Вебер), сколько через распространение грамотности.

### Развитие естественных наук

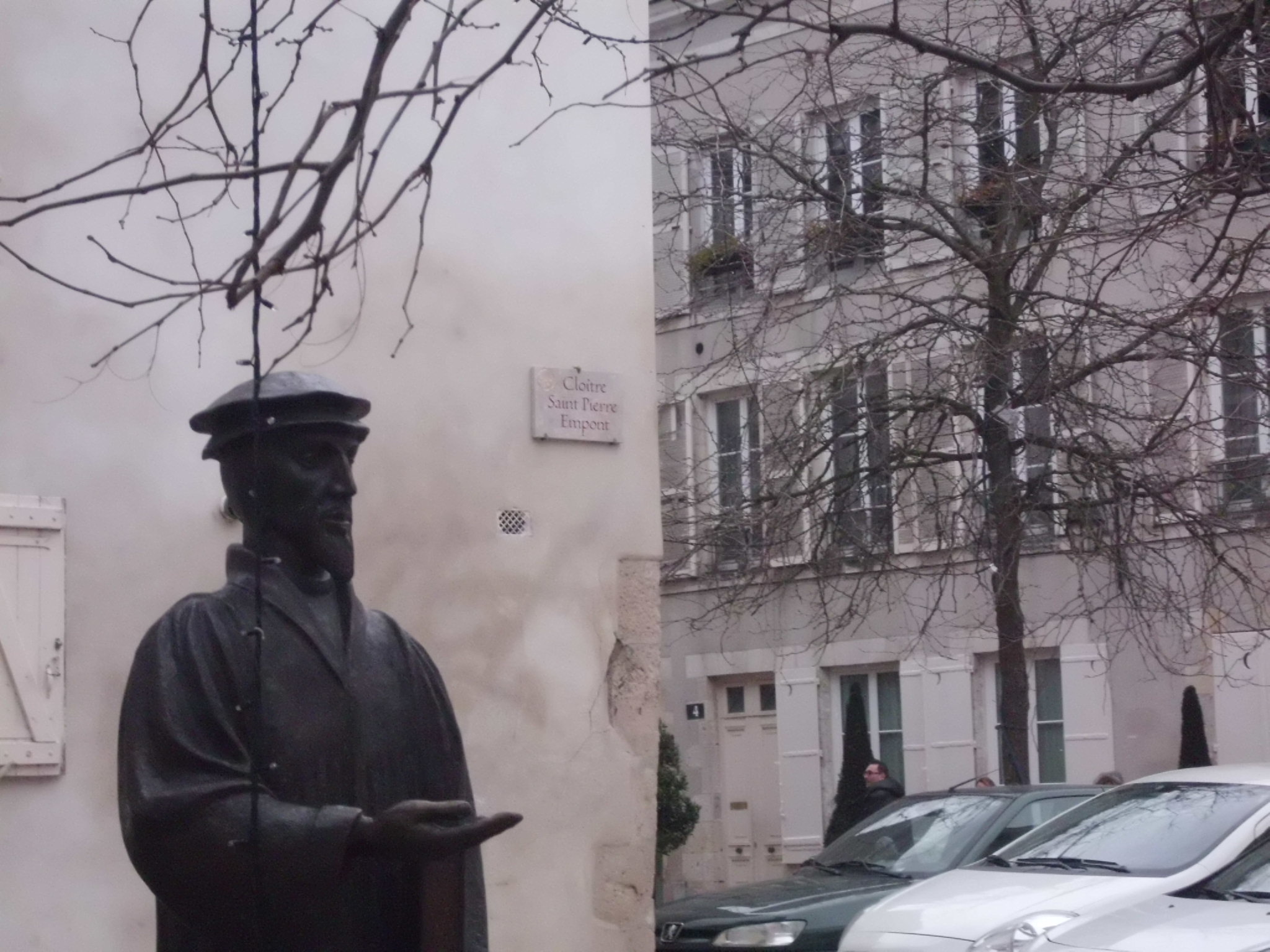
Статуя Жана Кальвина у здания монастыря Сен-Пьер-Эмпон в Орлеане

Отмечается, что идеи Кальвина оказали положительное влияние на развитие научного знания в XVI и XVII веках. Так, за промежуток времени между 1666—1883 годами среди членов Парижской академии наук количество протестантов значительно превосходило количество католиков — 81,8 и 18,2 процентов соответственно, хотя большинство населения страны составляли католики. Другие исследования показывают, что среди физиков и биологов в XVI и XVII веках преобладали кальвинисты.
Влияние Кальвина на развитие естественных наук было двояким. Во-первых, он поощрял исследование природы. Согласно его взглядам, Бога можно увидеть с помощью тщательного исследования его творений. Во-вторых, он устранил одно из препятствий, которое стояло на пути развития естественных наук — библейский буквализм. Он заявил, что целью Библии является не описание устройства Вселенной, а откровение о Боге, поэтому к ней нельзя относиться как к учебнику по какой-либо дисциплине. Он учил, что библейский язык отражает принцип аккомодации: Бог открывает себя в Библии не таким, какой он сам по себе, а в образах, доступных пониманию человека. По этой причине там и написано, что у него есть руки, глаза, рот и т. д., хотя это на самом деле лишь метафора, приспособление качеств Бога к способностям нашего разума. Так, Кальвин учил, что рассказ о творении за шесть дней нужно понимать не буквально, а как описание с использованием аккомодации: оно содержит суть, а не реальное описание событий.

### Права человека
Кальвинизм сыграл важную роль в развитии концепции естественных прав человека в Европе и Северной Америке. Враждебное отношение французских королей и других правителей Европы к своим подданным-кальвинистам поставило на повестку дня вопрос о границах власти правителей, о надлежащем применении насилия и наказания. Как пишет Макграт, в результате возникло учение, главной идеей которого было справедливое управление в противовес угнетению. А в ходе войны за независимость США была выработана концепция прав человека, которая, вместе с учением Кальвина о естественном праве, положила начало идее о том, что все люди сотворены равными и наделены неотчуждаемыми правами, например, правом на жизнь, свободу и стремление к счастью.

## Оценки и мнения
О личности и деятельности Кальвина существует широкий спектр мнений, от категорически негативных до преувеличенно одобрительных. Мнения о Кальвине можно разделить на три основные группы. К первой группе относятся мнения людей, крайне негативно относившихся к реформатору, таких как Жером Бользек, Винсент Оден, Иоахим Вестфаль и Стефан Цвейг. Ко второй группе относятся мнения его сторонников, которые высказываются о нём исключительно в одобрительной форме. К ним относится, к примеру, Теодор Беза. Третья группа содержит мнения людей, которые стремились максимально объективно рассматривать деятельность Кальвина в отрыве от догматических предрассудков.

### Свидетельства современников
Спустя 13 лет после смерти Кальвина Жером Бользек выпустил свою биографию реформатора, опубликованную под названием «Жизнь Кальвина». Бользек был монахом-кармелитом, потом врачом в Женеве. Он был изгнан из Женевы из-за своих полупелагианских взглядов и вернулся в католичество. В своей биографии Кальвина он старался всячески очернить реформатора. Так, он писал, что Кальвин занимался гомосексуальностью в Нуайоне, за что был клеймён и изгнан из города; что он украл серебряную чашу в Орлеане; был сыном наложницы священника; умер, призывая дьявола и будучи изъеден червями. Кардинал Ришельё в своей книге «Методы обращения» повторяет многие утверждения Бользека.
Теодор Беза писал о Кальвине, что он был человеком, «которого легко хулить, но которому трудно подражать». Иосиф Скалигер, учёный и один из строгих критиков реформатора, считал, что Кальвин был одним из величайших теологов своего времени и что среди всех богословов он стоит особняком. Якоб Арминий, который через несколько десятков лет выступил в Голландии против кальвинизма и стал основателем арминианства, считал Кальвина непревзойдённым толкователем Библии и настоятельно советовал своим ученикам читать его комментарии и «Наставление».

### Свидетельства более поздних авторов
В 1873 Винсент Оден в своей биографии Кальвина повторил факты, записанные Бользеком. Доктор Спалдинг, архиепископ Балтимора, в «Истории Протестантской Реформации» (англ. History of the Protestant Reformation), основываясь на биографиях Бользека и Одена, сравнивал Кальвина с Нероном, Робеспьером, Дантоном, называл его предателем, нечестивым и скверным чудовищем, а его пребывание в Женеве — террором. Вольтер называл Кальвина «женевским папой», тираном, считал его грубым и склонным к насилию человеком, но признавал, что реформатор обладал незаурядным бескорыстием. Жан-Жак Руссо называл Кальвина божественно непогрешимым в собственных глазах, для которого малейшая оппозиция всегда была делом рук сатаны и преступлением, достойным костра. Порозовская в своём очерке также называла Кальвина «женевским папой» и диктатором. Марк Монье, хорошо знакомый с нравами и обычаями Женевы, писал, что Кальвин принадлежал своей эпохе и те, кто видят в нём лишь убийцу Сервета, не знают его. Он считал, что Кальвин сделал Женеву оплотом строгих нравов и добрых манер силой убеждения и авторитета и что можно смеяться над Кальвином, но сначала его надо узнать.

### Свидетельства современных авторов
Стефан Цвейг в своей биографической повести «Совесть против насилия. Кастеллио против Кальвина» называет Кальвина «диктатором» и чёрствым человеком. Он утверждал, что Кальвин далеко обогнал католическую инквизицию в подавлении инакомыслия, создал совершенную полицию для надзора за людьми и развязал тотальный террор. По его мнению, никогда до Кальвина Женева не знала столько казней и изгнаний, а в тюрьмах применялись пытки, такие как тиски для пальцев и поджаривание подошв. Цвейг писал:

Государство, состоящее из бесчисленных живых существ, должно превратиться в механизм, народ со всеми своими чувствами и мыслями — в некую единую систему… С демонической последовательностью, с поразительной систематизированной продуманностью идет Кальвин к исполнению своего смелого плана, он желает создать в Женеве первое царство божье на земле… С чудовищно страшной строгостью … относится к этому Кальвин, этот железный идеолог, с его величественной утопией, и ни на одно мгновение за четверть века своей духовной диктатуры он не усомнится… Всеми своими невыносимыми сверхтребованиями этот благочестивый деспот будет добиваться от людей лишь одного и ничего более — чтобы они жили … в соответствии с волей и предписаниями божьими.— 
В современной публицистике Кальвин иногда называется циничным тираном, убеждённым упрямцем, неспособным к компромиссу и «мстительным, коварным и умным интриганом». Описывая казнь Сервета и покаянный памятник, который ему впоследствии поставили кальвинисты, один современный автор заявляет, что все фанатики «очень любят ставить памятники тем, кого сами уничтожили».
Филипп Шафф считал, что труды Бользека и Одена написаны с большим пристрастием без учёта реальных исторических фактов и отмечает, что большинство католических учёных не разделяют такой взгляд на личность Кальвина. Алистер Макграт оспаривает точку зрения Цвейга и считает, что демонизация образа Кальвина является пережитком прошлого и защитной реакцией оппонентов Кальвина, которые стремились дискредитировать кальвинистское движение. Похожую мысль высказывает и Филипп Шафф, замечая, что Кальвин ещё при своей жизни жаловался на откровенную клевету своих противников, в частности Бользека. Коттрет считает, что при Кальвине Женева ни в каком смысле не была теократией, а Кальвина нельзя считать диктатором. Более того, он высказывает убеждение, что Кальвин не только не имел государственной власти, но и большую часть своей жизни боролся, чтобы оградить церковь от вмешательства государства в её внутренние дела.

## Комментарии
1. ↑  Справочные издания, включая «Большую советскую энциклопедию» и «Словарь собственных имён русского языка» А. Ф. Агеенко, указывают ударение на последний слог. Распространено и ударение на первый слог (см., например, «Ударение в собственных именах в современном русском языке» А. В. Суперанской, называющей такое произношение просторечным).
2. ↑  В то время Страсбург являлся частью Священной Римской империи.
3. ↑  В 1532 году, при написании комментария к сочинению Сенеки, Жан изменил свою фамилию на латинский манер - «Кальвин» (лат. Calvinus)[8].
4. ↑  По одной версии, речь написал Коп, а Кальвин либо написал её частично, либо повлиял на Копа своими убеждениями[21]. По другой версии, автор речи ― Кальвин[22], что, по мнению МакГрата, наиболее вероятно[23].
5. ↑  Коттрет высказывает предположение, что в этой цитате Кальвин не даёт точное описание момента своего обращения. Он высказывает идею, что на самом деле обращение Кальвина было постепенным, а данное описание представляет собой богословское осмысление этого преобразования[32].

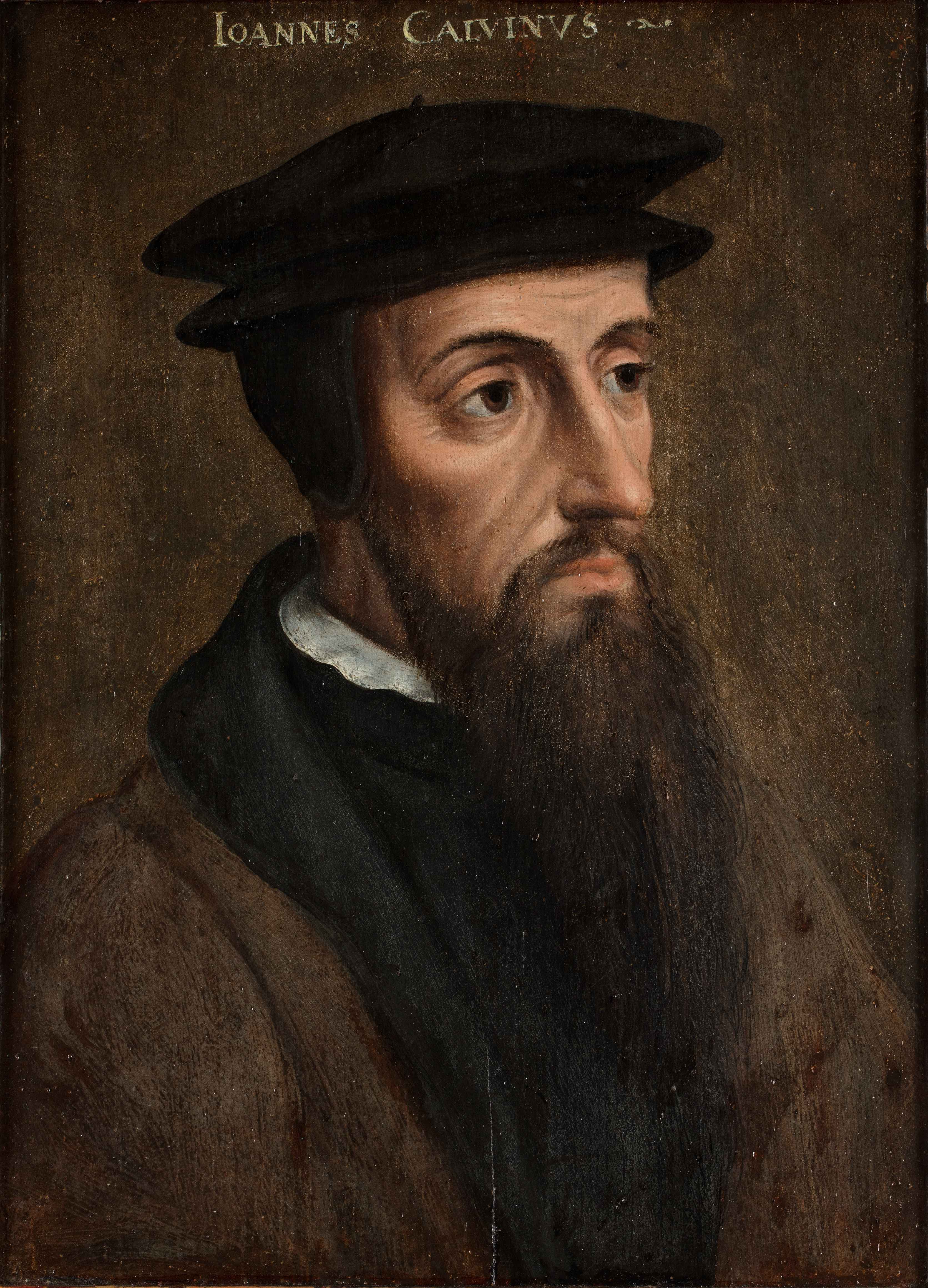
Портрет Жана Кальвина, около 1550 года

6. ↑  Существует распространённое мнение, что Кальвин начал террор против своих противников сразу по возвращении в Женеву. Макграт указывает, что это не соответствует истине, в том числе потому, что как пастор Кальвин не обладал светской властью[57]. Коттрет также называет этот факт ложным [58].
7. ↑  Коттрет считает, что Кальвин воспринял приезд Сервета как часть заговора либертинов, которые в то время контролировали городской совет и боролись против реформатора[67].
8. ↑  Филипп Шафф, Хусто Гонсалес и Алистер Макграт, считают, что такое намерение Кальвина можно отчасти извинить (но не оправдать) духом той эпохи, в которой он жил, когда оправдывалась смертная казнь, а терпимость осуждалась как равнодушие к истине. Даже сам Сервет придерживался таких взглядов. Исследователи замечают, что просьба, хотя и безуспешная, заменить казнь сожжением на обезглавливание была достаточно прогрессивной для того времени[81][82][68]. С этим также соглашается Порозовская[83]. Цвейг считал просьбу Кальвина изменить способ казни выдумкой, а дух эпохи ― никак не смягчающим аморальность казни Сервета[84]
9. ↑  Черновик этого исповедания был написан самим Кальвином[95].
10. ↑  Впоследствии католические противники Кальвина (Жером Бользек[англ.], Винсент Оден[англ.]) распространили легенду, что Кальвин умер от того, что его тело изъели черви, что было знаком Божьей кары, и что перед смертью он призывал дьявола, проклиная свои исследования и произведения. Филипп Шафф отмечает, что это не подкрепляется никакими известными свидетельствами[99].
11. ↑  Письмо Фарелю 2 апреля 1549 года[110]
12. ↑  Хельм считает, что, хотя Кальвин испытал сильное влияние Августина в вопросе понимания Троицы, его взгляды ближе к пониманию каппадокийских отцов, таких, как Афанасий Великий, Григорий Назианин и Кирилл Александрийский[142].
13. ↑  По мнению Хельма, эта идея взята у Платона[157].
14. ↑  Хельм считает, что в этом Кальвин следует традиции Августина и Бернара Клервоского[168].
15. ↑  Филипп Шафф считал, что это «делает честь его уму и сердцу» и напрасно игнорируется в описании его характера. Он писал, что Кальвин пожертвовал «своим разумом и сердцем» и принял эту идею из послушания Библии, как он её понимал[230].
16. ↑  Долгое время считалось, что Кальвин отвергал гипотезу Коперника о гелиоцентрической системе мира, которая была опубликована в 1543 году ещё при его жизни[325]. Современные исследования трудов Кальвина показывают, что Кальвин никогда не писал против этой гипотезы и не высказывал таких настроений ни в одном из дошедших до нас произведений[326].
17. ↑  Дени Рагенье стенографировал проповеди Кальвина начиная с 29 сентября 1549 года. Было стенографировано около 2300 проповедей. До нашего времени сохранились 1500[341].
18. ↑  Макграт и Трумэн считают, что вместо термина «кальвинизм» предпочтительней использовать термин «реформатское богословие»[354][353]

### Работы Кальвина
- Кальвин, Жан. Наставление в христианской вере = Institution de la Religion Chrestienne / пер. с фр. А.Д.Бакулов. — 1. — Москва: Издательство РГГУ, 1997а. — Т. 1. — ISBN 5-7281-0083-X.
- Кальвин, Жан. Наставление в христианской вере = Institution de la Religion Chrestienne / пер. с фр. А.Д.Бакулов. — 1. — Москва: Издательство РГГУ, 1997б. — Т. 2. — ISBN 5-7281-0083-X.
- Кальвин, Жан. Наставление в христианской вере = Institution de la Religion Chrestienne / пер. с фр. А.Д.Бакулов. — 1. — Москва: Издательство РГГУ, 1997в. — Т. 3. — ISBN 5-7281-0083-X.
- Кальвин, Жан. Оправдание Реформации: Ответ Жана Кальвина кардиналу Садолето. — Минск: Позитив-Центр, 2018. — 72 с. — ISBN 978-985-7193-17-2.
- Жан Кальвин. 36 // Ioannis Calvini opera quae supersunt omnia (фр.). — Brunsvigae: C.A. Schwetschke, 1863.

### Публицистика
- Порозовская Б. Д. Жан Кальвин. Его жизнь и реформаторская деятельность. — Сант-Петербург: Тип. Ю. Н. Эрлих, 1891. — 104 с. — (Жизнь замечательных людей. Биографическая библиотека Флорентия Павленкова).
- Цвейг, Стефан. Совесть против насилия. Кастеллио против Кальвина = Castellio gegen Calvin oder Ein Gewissen gegen die Gewalt / пер. с нем. Л.М.Миринова. — М.: Мысль, 1986. — 248 с.
- Бобров О.Е. Мигель Сервет и интриган Кальвин, или как расправиться с оппонентом руками врагов // Антология интриг и предательства в медицине. — Донецк: Заславский А.Ю., 2009. — С. 21—31. — 272 с. — 1000 экз. — ISBN 978-617-7001-17-0.